# 러시아 연방군
러시아 연방군(러시아어: Вооружённые Си́лы Росси́йской Федера́ции, Vooruzhyonnyye Sily Rossiyskoy Federatsii)은 흔히 러시아군으로 불리며, 러시아의 군대이다. 육군, 해군, 항공우주군의 세 가지 군종과 전략 로켓군 및 공수군의 두 가지 독립 병종, 그리고 특수작전부대 사령부로 구성되어 있다.
러시아 연방군은 세계에서 5번째로 큰 군대이며, 약 백만 명의 현역 병력과 거의 2백만 명의 예비역을 보유하고 있다. 러시아는 세계에서 가장 많은 핵무기를 보유하고 있으며, 세계에서 두 번째로 큰 탄도미사일 잠수함 함대를 보유하고 있고, 미국과 중국 외에 전략폭격기를 운용하는 유일한 군대이다. 2024년 현재 러시아는 약 1,490억 달러 또는 GDP의 7% 이상으로 세계에서 세 번째로 높은 국방비를 지출하고 있다. 이는 전년도의 약 865억~1,090억 달러에 비해 증가한 수치이다.
러시아군은 징병과 계약 자원병을 결합한 혼합 시스템이다. 몇 가지 예외를 제외하고 러시아 법은 18세에서 27세 사이의 모든 남성 시민에게 1년의 군 복무를 의무화한다. 2000년대 초반부터 병력의 전문화를 위한 노력이 있었음에도 불구하고, 러시아군은 여전히 징집병에 크게 의존하고 있으며, 계약 병사들은 간부 및 엘리트 부대에 집중되어 있다. 러시아는 2024년 말까지 현역 병력을 150만 명으로 확장할 계획이었다. 이렇게 되면 중국 다음으로 두 번째로 큰 현역 군대가 될 것이다.
인지된 군사력에도 불구하고, 러시아의 전반적인 전투 수행 능력 및 하드 파워를 효과적으로 투사하는 능력에 대한 결함이 지적되어 왔다. 2022년 2월의 우크라이나 침공은 만연한 부정부패, 경직된 지휘통제 구조, 부적절한 훈련, 낮은 사기 등의 약점을 드러냈다. 러시아 연방군은 점령/합병 지역의 연속적인 상실, 장비의 대규모 파괴 및 낭비, 그리고 현저히 높은 사상률을 경험했다. 미국이 자금을 지원하는 랜드 코퍼레이션의 연구원들은 러시아가 여전히 군사 전문화에 어려움을 겪고 있지만, 능력을 빠르게 재건할 수 있는 역량은 유지하고 있다고 언급했다.
러시아 안전보장회의가 직접 통제하는 러시아 연방군은 러시아 법에 따라 국방 서비스의 일부를 구성하며, 연방보안국 국경수비대, 국민위병, 내무부, 연방경호국, 대외정보국, 그리고 비상사태부와 함께 이 기능을 수행한다.

## 군종
국방부 산하의 군대는 다음과 같이 나뉜다.
- 세 가지 군종: 육군, 항공우주군, 해군
- 두 가지 독립 병종: 전략 로켓군 및 공수군
- 특수 부대: 특수작전부대
- 러시아 연방군 군수지원본부는 자체적으로 독립된 지위를 갖는다.

또한 국민위병과 국경수비대 두 개의 독립된 병종이 있다. 이들은 "군대"로서의 법적 지위를 유지하면서도 러시아 연방군 총참모부의 관할 밖에 있다. 국민위병은 이전 러시아 내무군을 기반으로 형성되었다. 이 새로운 조직은 내무부에서 분리되어 러시아 대통령에게 직접 보고하는 독립 기관이 되었다. 국경수비대는 국가의 주요 국내 정보 기관인 러시아 연방보안국의 준군사 조직이다. 두 조직 모두 주요 평시 활동 외에 중요한 전시 임무를 수행하며 자체 육상, 공중, 해상 부대를 운영한다.
병력 수는 러시아 대통령의 법령에 의해 지정된다. 2008년 1월 1일에는 군인 1,134,800명을 포함하여 총 2,019,629명의 인원이 설정되었다. 2010년에 국제전략문제연구소(IISS)는 러시아 연방군이 약 1,027,000명의 현역 병력과 약 2,035,000명의 예비역(대부분 전 징집병)을 보유하고 있다고 추정했다. 법령에 명시된 인원과는 달리, 2013년 10월 러시아 회계감사원은 실제 급여를 받는 인원이 766,000명이라고 보고했다.
스톡홀름 국제평화연구소에 따르면, 2005-2009년과 2010-2014년 사이에 러시아의 주요 무기 수출은 37% 증가했다. 러시아는 2015년에 664억 달러를 무기에 지출했고, 2016년에는 692억 달러를 지출하여 (미국과 중국에 이어) 3위를 차지했다.

## 역사

### 1991년-2022년
소련은 1991년 12월 25일에 공식적으로 해체되었다. 다음 해 동안 CIS의 군사 통일을 유지하고 이를 전환하려는 다양한 시도가 실패했다. 시간이 지남에 따라 새로 독립한 공화국에 주둔한 일부 부대들은 새로운 국가 정부에 충성을 맹세했으며, 새로 독립한 국가들 간의 일련의 조약들은 군사 자산을 분할했다.
이전 내무군의 대부분과 KGB 국경군의 통제권을 인수한 것 외에, 1992년 3월 이전에 새로운 러시아 정부가 취한 유일한 독립적인 방위 조치는 국민위병의 설립을 발표한 것이었다. 1995년까지는 각각 3,000명에서 5,000명 규모의 최소 11개 여단을 총 100,000명 이하로 편성할 계획이었다. 국민위병 부대는 모스크바(3개 여단), (2개 여단) 및 기타 여러 중요 도시와 지역을 포함한 10개 지역에 배치될 예정이었다. 모스크바에서만 15,000명의 인원이 주로 이전 소련군 출신으로 새로운 러시아군에 복무하겠다는 의사를 표명했다. 결국 옐친 대통령은 "러시아 경호대의 임시 지위에 관한" 법령을 제출했지만, 실행되지는 않았다.
1991년 12월 21일 벨라베자 협정에 서명한 후, 새로 형성된 CIS 국가들은 항공원수 예브게니 샤포시니코프를 자신들의 영토에 있는 군대, 특히 전략 핵무기의 국방부 장관 및 사령관으로 임시 임명하는 의정서에 서명했다. 1992년 2월 14일, 샤포시니코프는 공식적으로 CIS 연합군의 최고 사령관이 되었다. 1992년 3월 16일, 보리스 옐친의 법령에 의해 러시아 연방군이 창설되었고, 연합 고등 사령부와 국방부의 작전 통제가 이루어졌으며, 국방부는 대통령이 수장이 되었다. 마침내 1992년 5월 7일, 옐친은 군대 창설 법령에 서명하고 최고 사령관의 직무를 맡았다.
1992년 5월, 육군 대장 파벨 그라초프가 국방부 장관이 되었고, 이 직책을 맡으면서 러시아 최초의 육군 대장이 되었다. 1993년 8월 또는 12월까지 CIS 군사 구조는 모든 실질적인 영향력을 상실한 CIS 군사 협력 구조로 변모했다.
다음 몇 년 동안 러시아군은 중부 및 동유럽뿐만 아니라 일부 새로 독립한 포스트 소비에트 공화국에서도 철수했다. 대부분의 지역에서 철수는 문제 없이 진행되었지만, 러시아 연방군은 크림반도의 세바스토폴 해군 기지, 압하지야, 남오세티야, 트란스니스트리아와 같은 일부 분쟁 지역에 남아 있었다. 러시아 연방군은 특히 이전 소비에트 공화국 영토에 여러 기지를 보유하고 있다.
2000년 후반 Gazeta.ru는 다양한 "권력 부처"에서 해고될 예정인 600,000명의 인원 중, 러시아 연방군은 365,000명 감소될 것이라고 보도했다.
소련과 러시아 시대 모두 부패는 러시아 연방군의 심각한 장애물이었다. "옐친에서 푸틴으로의 변화는 러시아 군대의 부패에 미미한 영향을 미쳤다. 푸틴은 러시아의 힘을 재건하려는 열망에도 불구하고 부패를 심각하게 다룰 의지나 능력을 보여주지 못했다." 1991년부터 2001년까지 러시아 당국은 군대에서 최소 3,500억 루블(115억 달러) 상당의 부패를 적발했다 (참고로 2001년 총 국방 예산은 2,140억 루블이었다). 2007년에 노르웨이 국방 연구소의 연구원이 확인한 특히 우려되는 분야는 국가 국방 명령 (2004년에 아마 10-15%만 실현되었을 것); "유령 병사"들로, "실제 복무하는 인원 수가 승인된 인원 수와 상당히 다르다는 것이 일반적으로 인정되며," 다양한 계급의 장교들이 초과 자금을 자신들의 주머니에 넣을 수 있다; 그리고 "상품 및 서비스의 국내 구매, 여기서 부패한 장교들이 뇌물을 대가로 민간 공급업자에게 과도하게 지불한다."

### 2022년-현재
2022년 2월 24일, 러시아 대통령 블라디미르 푸틴은 러시아 연방군에 우크라이나 침공을 시작하도록 실행 명령을 내렸다. 2022년 4월 10일, 알렉산드르 드보르니코프 장군이 작전 지휘권을 인수했다. 2022년 7월, 러시아 연방군이 심각한 사상자를 입기 시작하면서, 지상군은 포병의 소모전 전략에서 우크라이나의 HIMARS가 우위를 점했기 때문에, 명목상 인간 방패의 이점을 위해 민간인이 자주 드나드는 건물 안이나 근처에 탄약을 배치하기 시작했다. 국방부 장관 세르게이 쇼이구가 우크라이나의 흑해 곡물 수출 재개를 위한 유엔 중재 협정에 서명한 지 몇 시간 만에 러시아는 오데사 항을 폭격했다.
포브스에 따르면 2022년 7월 말 현재 모스크바는 제병협동군 10개 군을 침공에 투입했다. 바그너 그룹은 푸틴의 "사설 군대"로서 이름을 날렸다. 2023년 6월, 푸틴은 용병 집단이 계약을 맺도록 하는 국방부의 계획을 지지했는데, 바그너 그룹의 지도자 예브게니 프리고진은 이를 반대했다. 이 계약들은 바그너 그룹을 국방부의 지휘 체계 아래 종속시키고 프리고진 자신의 영향력을 제한했을 것이다. 6월 말, 바그너 그룹은 러시아의 우크라이나 침공과 국방부에 반기를 들었다 평화 협상이 타결될 때까지. 프리고진에 따르면, 러시아에 대항하여 진격한 이유 중 일부는 정부가 "PMC 바그너를 해체하는" 것을 막기 위함이었다.

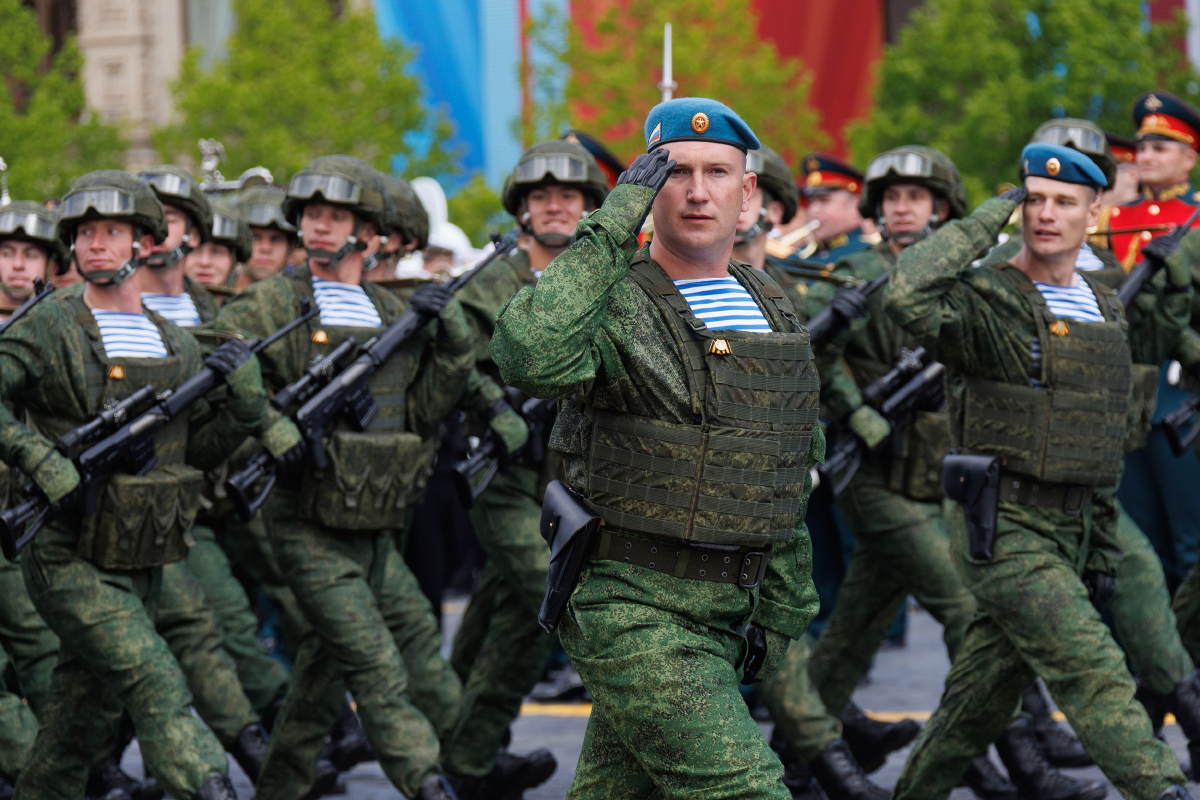
2024 모스크바 승리의 날 열병식에서 행진하는 러시아 병사들

2024년 7월, 미 육군 장군이자 유럽 연합군 최고사령관인 크리스토퍼 캐볼리는 "[t]러시아인들은 우크라이나에서 겪는 많은 어려움에 기술적으로나 절차적으로 매우 영리하게 적응하고 있다"고 말했다. 캐볼리는 또한 2024년 4월에 러시아군이 병력과 장비 손실을 복구했으며, 분쟁 시작 이전보다 규모가 더 커졌다고 말했다. 2024년 6월 26일, 영국에 본부를 둔 왕립합동군사연구소 싱크탱크는 러시아가 주요 무기 생산과 정교함을 계속 늘리고 있으며, 방위 산업이 여전히 중요 부품의 해외 수입에 크게 의존하고 있다고 보고했다. 우크라이나군 총사령관 올렉산드르 시르스키 대장은 2024년 7월 24일 러시아군이 현재 훨씬 더 많은 자원을 보유하고 있지만, 우크라이나보다 세 배나 많은 손실을 입고 있다고 말했다.
나토와 서방 군 관계자에 따르면, 2024년 5월과 6월 평균 매일 약 1,200명의 러시아 병사들이 우크라이나에서 전사하거나 부상당했다. 2024년 6월 현재, 2022년 2월 이후 우크라이나에서 전사하거나 심각한 부상을 입은 20세에서 50세 사이의 러시아 남성 비율은 전체의 약 2%로 추정되었다. 2024년 10월 현재, 우크라이나에서 전투 중 전사하거나 부상당한 러시아 병사의 수는 60만 명을 넘어선 것으로 추정된다. 러시아의 2022년 동원령 이후 군사 법원은 수천 건의 무단이탈 사례를 접수했다. 프로 아실은 2024년에 2022년 2월 이후 최소 250,000명의 러시아 징집병들이 다른 나라로 도피했다고 말했다.
2024년 11월, 텔레그래프는 러시아가 늘어나는 사상자 속에서 처음으로 군인들에게 대량 무덤을 파고 유지하는 방법을 지시하는 매뉴얼을 발행했다고 보도했다. 러시아가 점령한 우크라이나 동부 돈바스 지역에서는 러시아 병사들을 매장하기 위해 대량 무덤을 사용하는 것이 기록되었다.
2025년 4월, 올렉산드르 시르스키는 우크라이나에 주둔한 러시아군이 현재 623,000명으로, 침공 시작 이후 5배 증가했으며, 매달 8,000~9,000명의 병력이 늘어나고 있다고 밝혔다. 그는 또한 러시아의 총 동원 역량은 2천만 명 또는 군사 훈련을 받은 5백만 명이라고 언급했다. 그러나 그는 러시아의 포병 우위가 10대1에서 2대1로 떨어졌는데, 주로 러시아 탄약고에 대한 우크라이나의 공격 때문이라고 지적했다.
2025년 6월 초, NATO 사무총장 마르크 뤼터는 러시아가 "매우 빠른 속도로 재건되고 있으며" 훨씬 작은 경제 규모에도 불구하고 나토 전체보다 여러 배 많은 탄약을 생산하고 있다고 말했다. 뤼터는 또한 러시아가 3~5년 이내에 나토 영토를 공격할 수 있다고 평가하고, 회원국들에게 국방비 지출을 GDP의 5%까지 늘릴 것을 촉구했다.

#### 전쟁 범죄
러시아 연방군이 저지른 전쟁 범죄는 제2차 체첸 전쟁, 러시아-조지아 전쟁, 그리고 러시아의 우크라이나 침공을 포함한 여러 군사 분쟁에서 기록되었다.
2025년 5월, 유엔 보고서는 러시아 연방군의 헤르손 민간인에 대한 반복적인 드론 공격이 전쟁 범죄 및 반인륜 범죄에 해당한다고 결론 내렸다.

## 구조

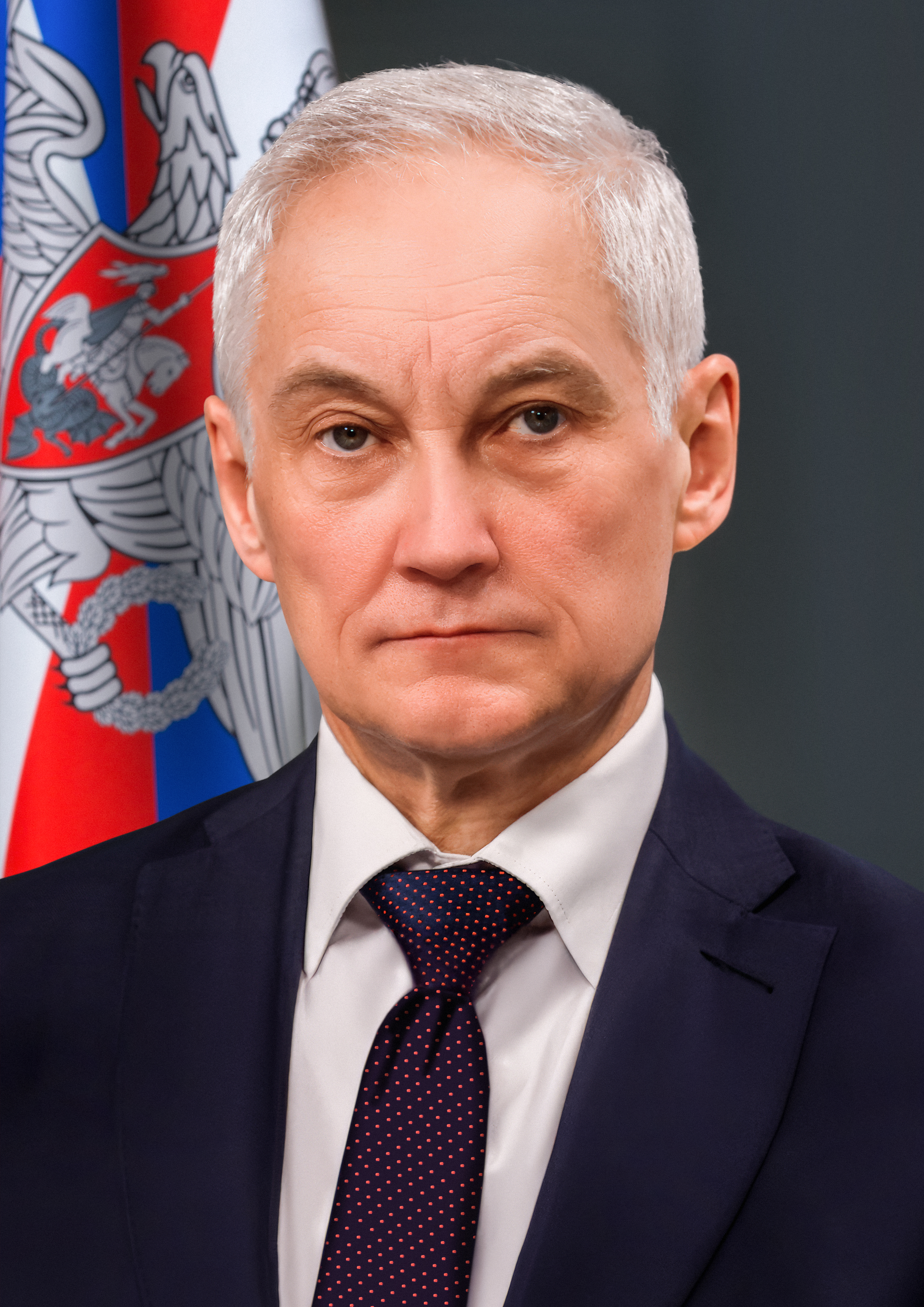
국방부 장관, 안드레이 벨로우소프

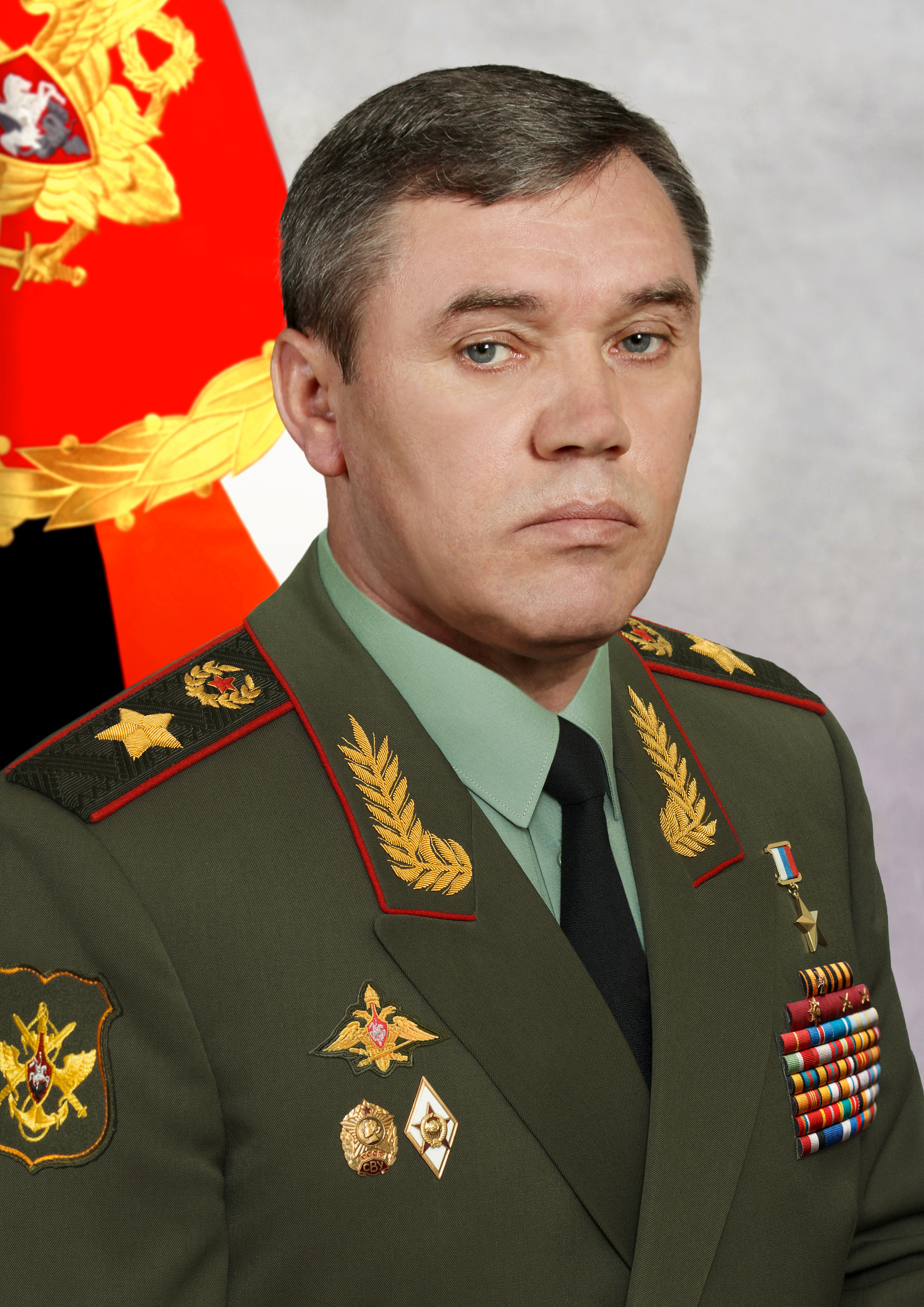
총참모장, 발레리 게라시모프 육군 대장

러시아 연방 국방부는 러시아 연방군의 행정 기관 역할을 한다. 소련 시대 이래로 총참모부는 러시아 연방군의 주요 지휘 및 감독 기관 역할을 해왔다. "[국방부 없는 소련 총참모부는 상상할 수 있지만, 총참모부 없는 국방부는 상상할 수 없다.]"
다른 부서로는 러시아 정보총국, 인사국, 그리고 러시아 연방군 군수지원본부, 철도군, 통신군 및 건설군이 있다. 국방부는 2012년 12월 1일부터 군사경찰 총국을 통합했다. 군사경찰 총국은 종속된 군관구 지역 군사경찰 본부를 감독한다. 총참모장은 현재 육군 대장 발레리 게라시모프이다.
2018년 7월, 러시아 연방군 주군사정치국이 창설되어, 소련군에서 폐지되었던 이념 훈련에 대한 책임이 복원되었다.
러시아 연방군은 육군, 해군, 항공우주군의 세 가지 군종으로 나뉜다. 또한 전략미사일군과 공수군의 두 가지 독립 병종이 있다. 전체적으로 러시아 연방군은 특정 경우를 제외하고 전통적으로 육군(армия)으로 불리며, 해군은 별도로 언급된다.

### 군관구

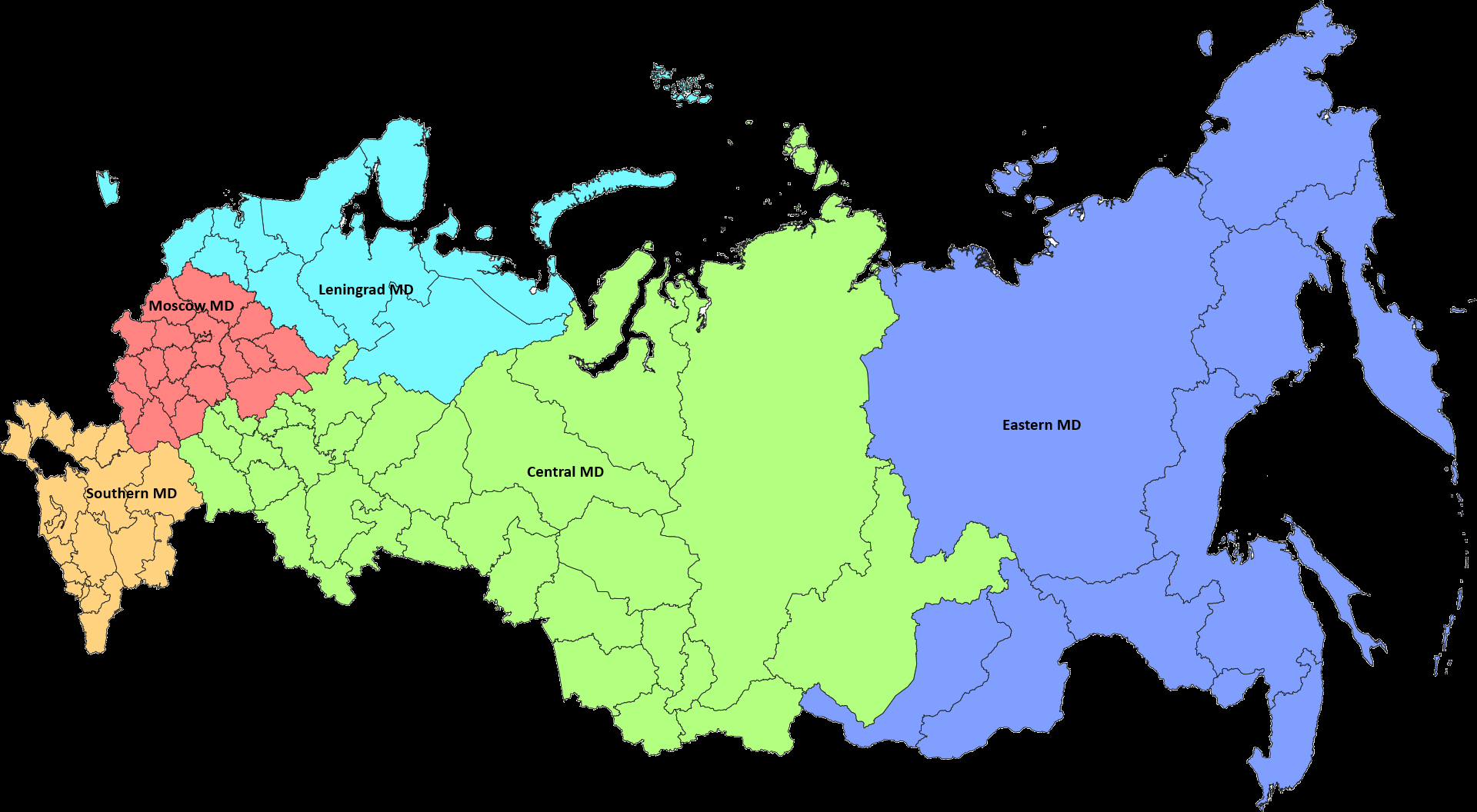
2024년 기준 러시아의 군관구.
모스크바 군관구
레닌그라드 군관구
남부군관구
중부군관구
동부군관구

2024년부터 육군은 모스크바 군관구, 레닌그라드 군관구, 남부군관구, 중부군관구, 동부군관구의 5개 군관구에 분산되어 있다. 이전에는 2010년부터 2024년까지 육군과 항공우주군 및 해군이 서부군관구, 북방함대 합동 전략 사령부, 남부군관구, 중부군관구, 동부군관구의 5개 군관구로 나뉘었다. 1992년부터 2010년까지 육군은 모스크바, 레닌그라드, 북캅카스, 프리볼시스크-우랄, 시베리아 및 극동의 6개 군관구로 나뉘었으며, 1997년에 7번째 군관구인 칼리닌그라드가 형성되어 2010년까지 운용되었다.
과거 러시아 남캅카스군집단의 잔여 병력 중 아르메니아에는 제102군사기지가 남아 있으며, 이는 남부 군관구에 편입되었다.
지리적으로 5개 군관구는 다음과 같다.

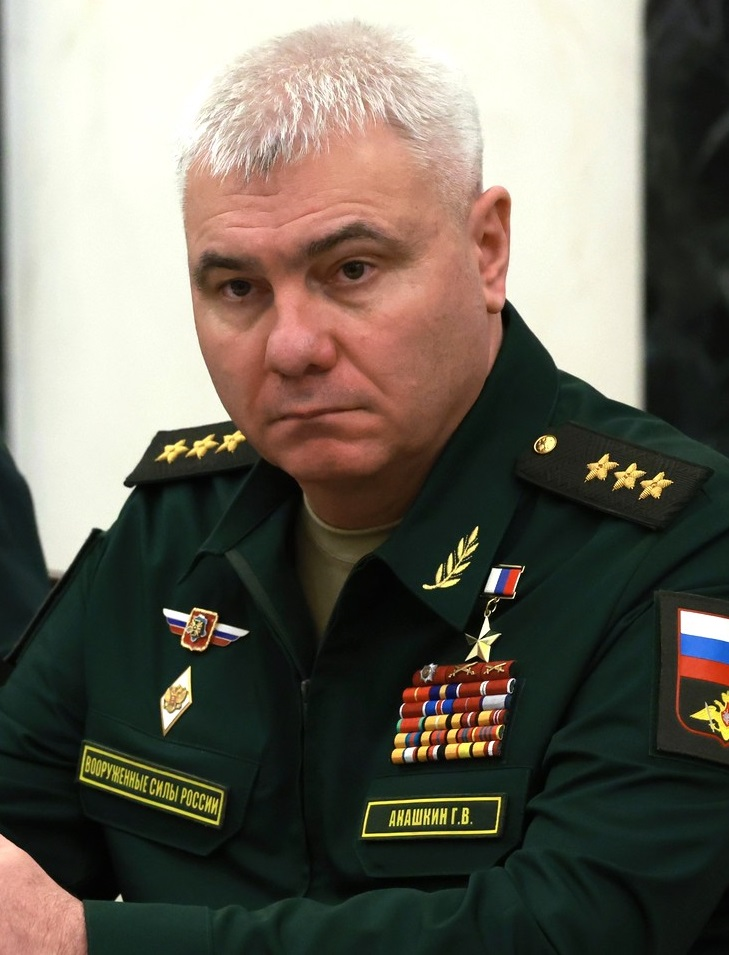
육군 대장 게나디 아나시킨, 2024년 5월 15일부터 남부 군관구 사령관

- 레닌그라드 군관구 (상트페테르부르크에 본부)
- 모스크바 군관구 (모스크바에 본부)
- 남부군관구 (로스토프나도누에 본부)
- 중부군관구 (예카테린부르크에 본부)
- 동부군관구 (하바롭스크에 본부)

국방부의 통제를 받지 않는 러시아 보안 기관으로는 내무부 소속의 내무군 (현재 러시아 국민위병의 국민위병 부대 사령부), 러시아 연방보안국 소속의 러시아 국경경비대, 크렘린 연대 및 나머지 연방경호국, 그리고 1995년부터 국가의 민방위 서비스이자 이전 민방위 부대의 후계 조직인 러시아 비상사태부가 있다.

### 해군 및 해군 함대

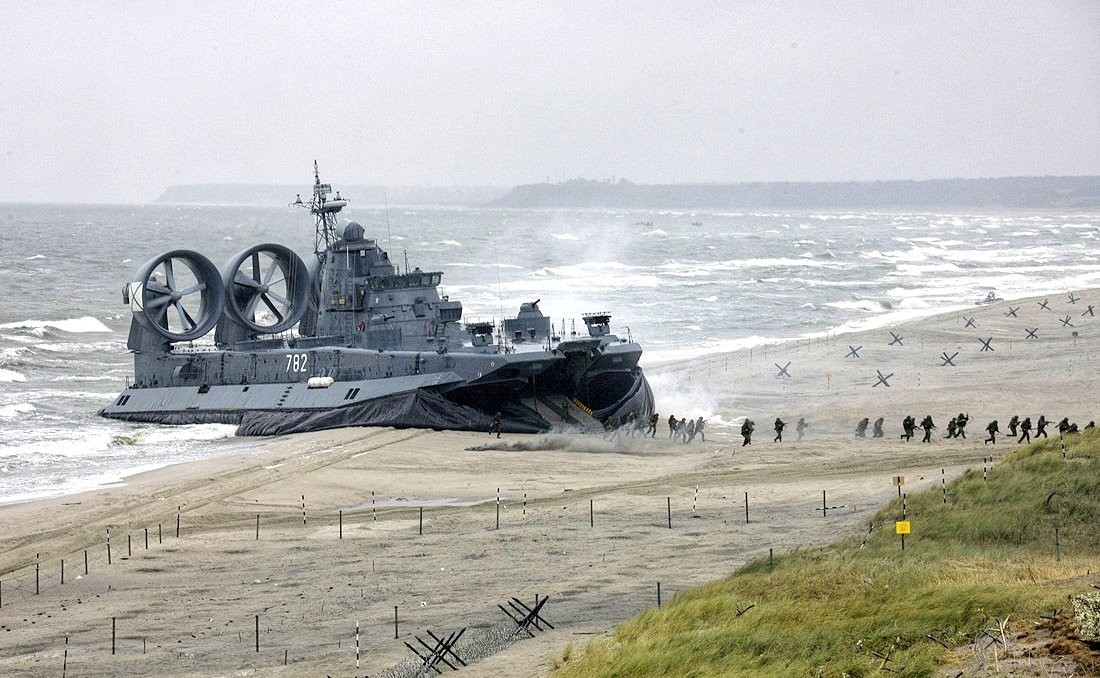
러시아 해군 주브르급 공기부양상륙정 모도비아

북방함대가 운영하는 해군 기지, 조선소 및 사용 후 연료 저장소 지도

해군은 4개 함대와 1개 소함대로 구성된다.
- 북방함대 (세베로모르스크 본부).
- 발트 함대 (칼리닌그라드주의 월경지인 칼리닌그라드 본부).
- 흑해 함대 (크림반도의 분쟁 지역인 세바스토폴 본부).
- 태평양 함대 (블라디보스토크 본부).
- 카스피해 소함대 (아스트라한 본부).

러시아는 쿠즈네초프 제독함이라는 한 척의 항공모함을 보유하고 있다. 이 함선은 2018년부터 운용 중단 상태로 수리 중이다. 수리 과정은 사고, 자금 횡령 및 기타 난관으로 인해 지연되고 있다. 대부분의 서구 해군 함선이 가스 터빈 또는 핵 추진을 사용하는 것과 달리, 쿠즈네초프 제독함은 중유를 연료로 사용하는 재래식 추진 함선으로, 멀리서도 볼 수 있는 짙은 검은 연기를 자주 내뿜는다. 러시아 해군 장교들은 중유 연료가 연소실로 들어가기 전에 제대로 예열되지 않아 항공모함에서 발생하는 짙은 연기 흔적이 발생할 수 있다고 지적했다.

## 인원

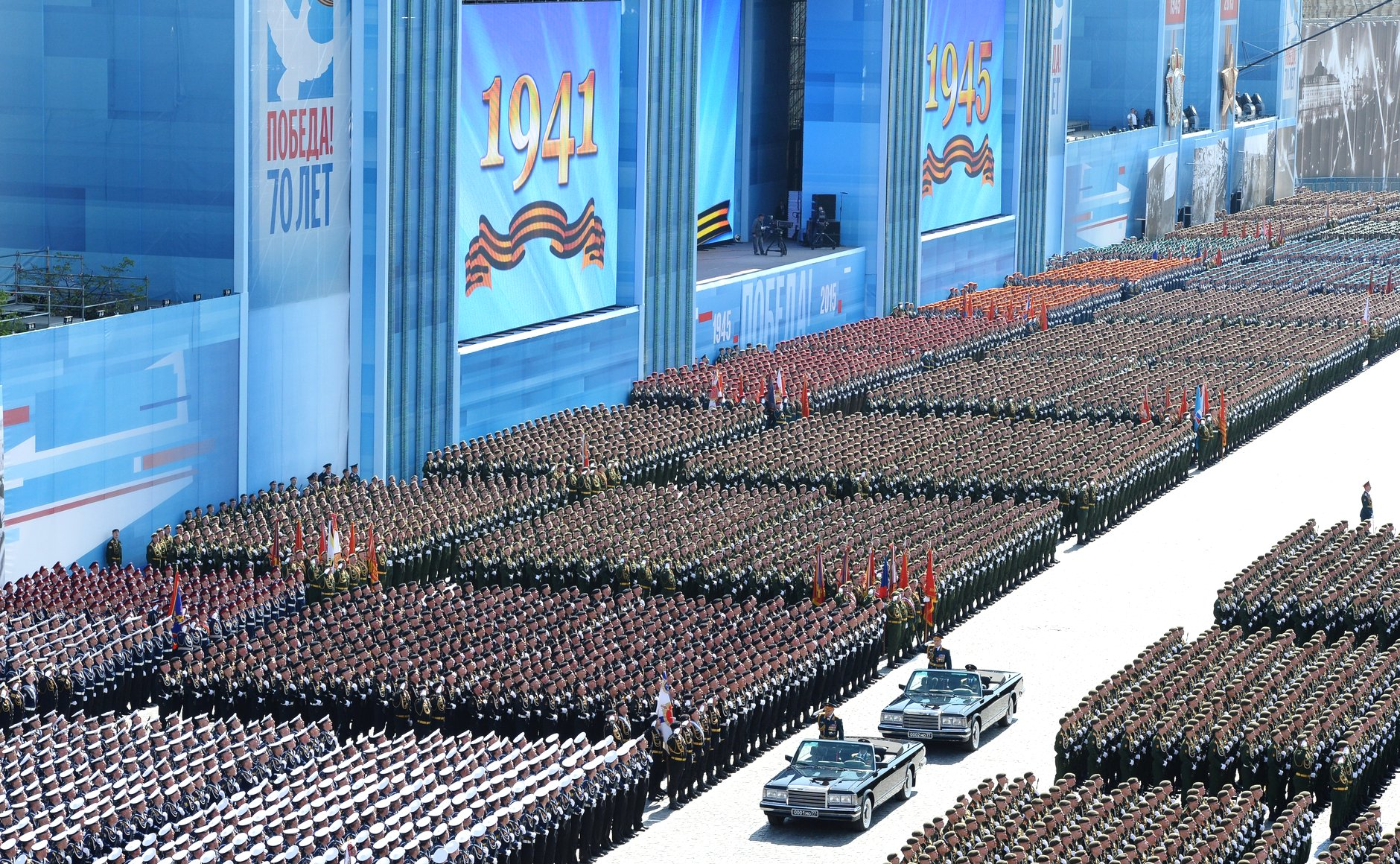
2015 모스크바 승리의 날 열병식의 러시아 병사들

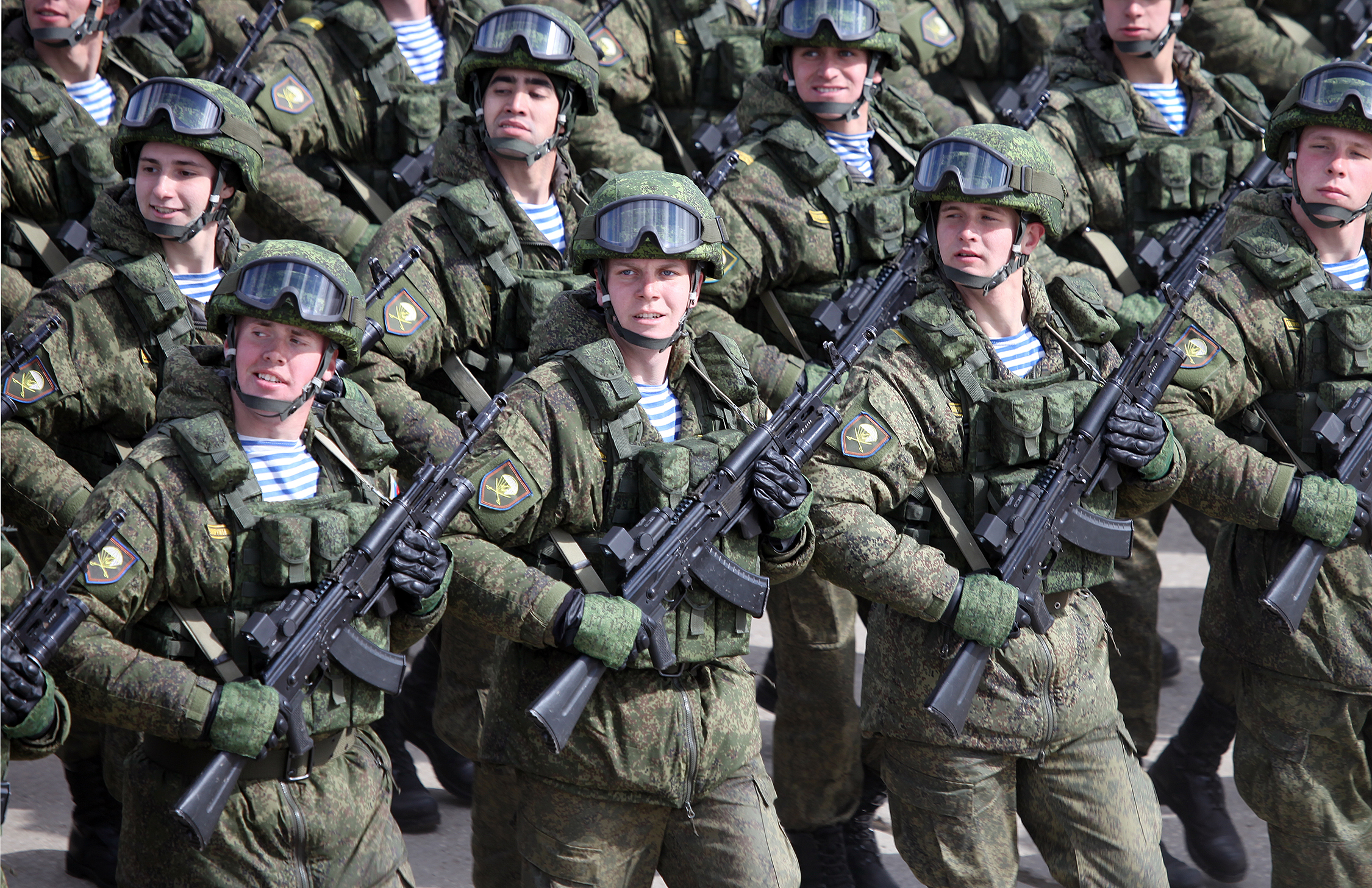
2015 모스크바 승리의 날 열병식에서 행진하는 러시아 병사들

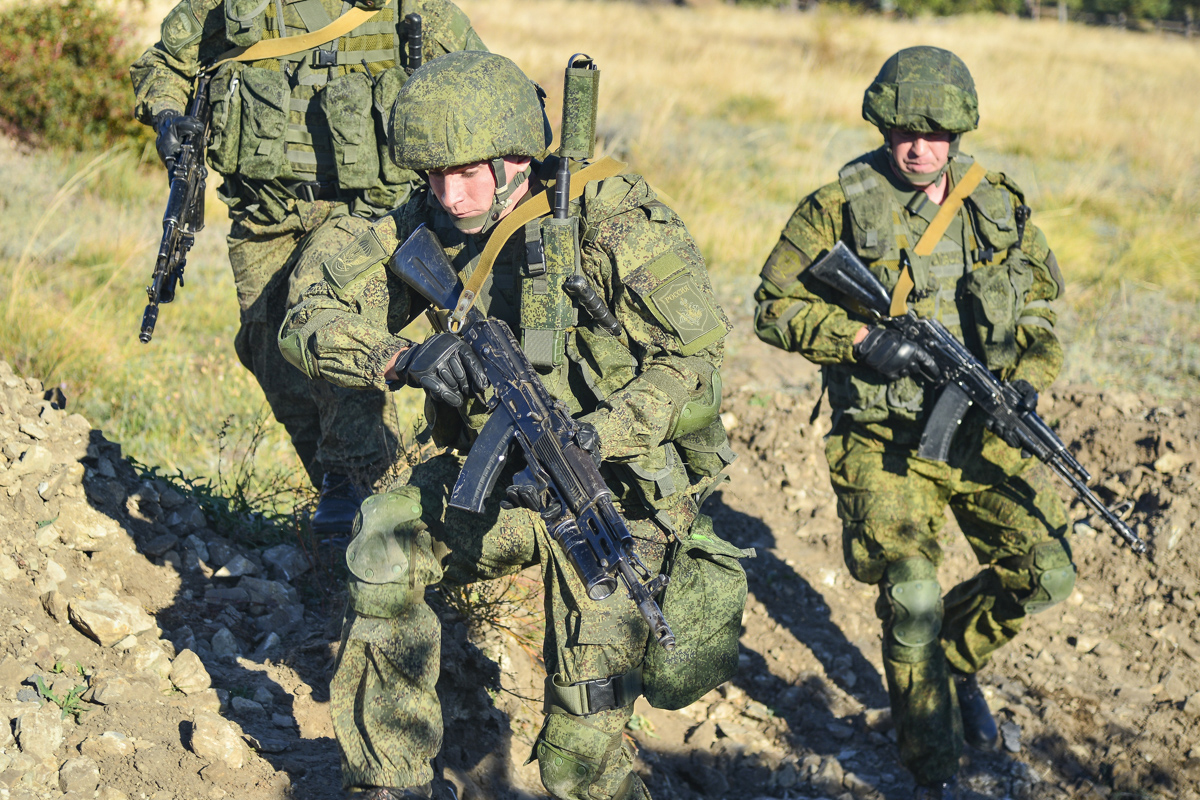
2018년 러시아 공수군 제56공수강습여단

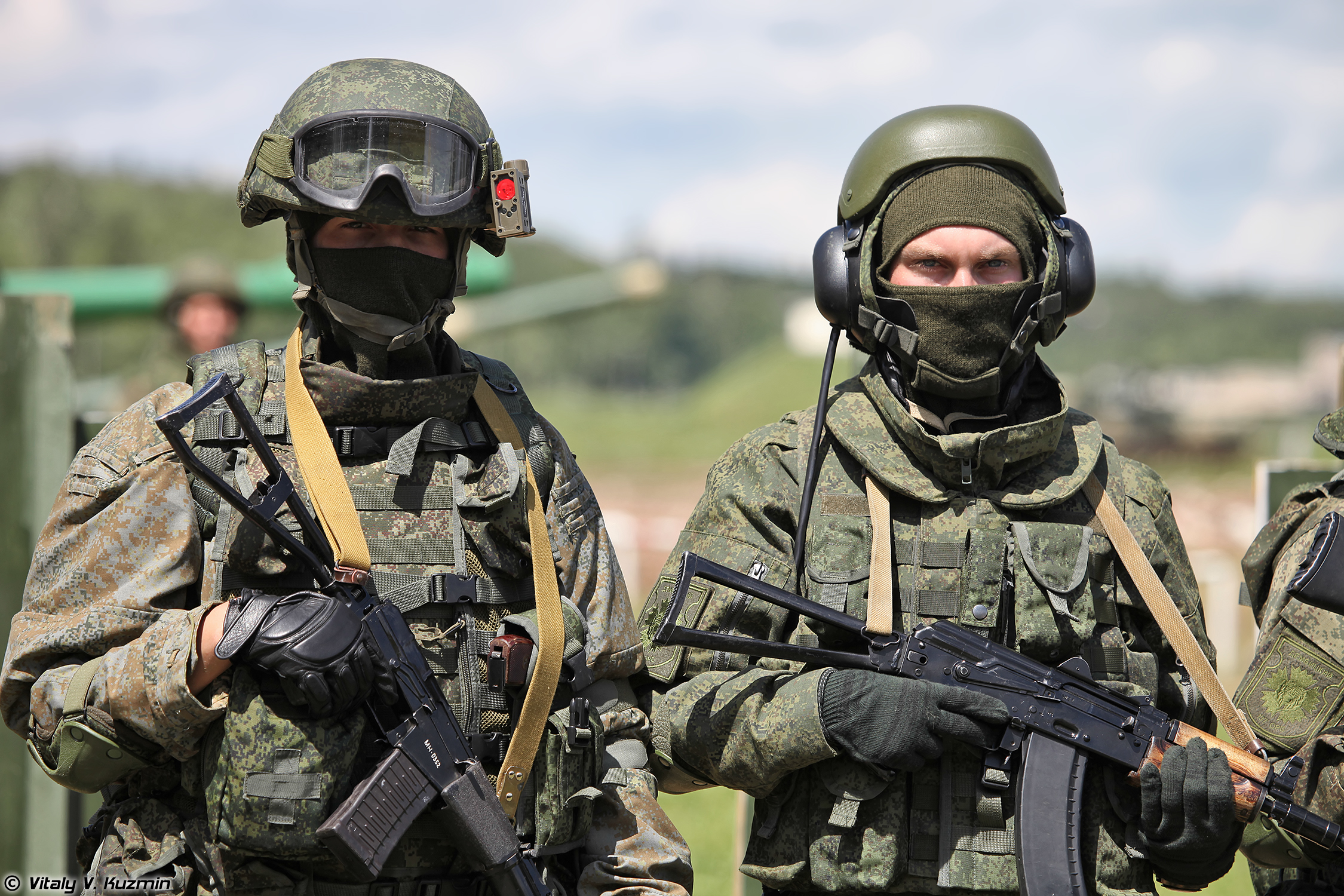
정찰형 라트니크 보병 전투 시스템과 AFV 승무원 개인 보호 장비 라트니크-ZK

징병제가 러시아에서 사용되며, 복무 기간은 12개월이고, 징집 대상 연령은 18세에서 27세 사이이다. 학부 및 대학원생, 장애인 친척 부양자, 자녀가 2명 이상인 부모, 그리고 대통령의 선포에 따라 일부 군사 관련 기업 직원은 징집이 연기된다. 박사 학위를 소지한 남성과 군 복무 중 사망하거나 장애를 입은 군인의 아들과 형제는 징집 면제 대상이다.
군대에는 데도브시나로 알려진 괴롭힘 문제가 만연했는데, 이는 1967년 2년 복무로 변경된 이후 현재와 같은 형태로 나타난 것으로, 첫 해 징집병이 두 번째 해 징집병에게 학대를 당하는 관행이었다. 안나 폴릿콥스카야에 따르면, 2002년에는 "완전한 대대, 500명 이상의 병사들이 적의 사격이 아니라 구타로 사망했다"고 한다. 2003년 9개월 동안 2,500명의 인원이 데도브시나 혐의로 기소되었으며, 그 중 절반이 유죄 판결을 받았다. 이 문제를 해결하기 위해 2007년 3월에 새로운 법령이 서명되었는데, 징집 복무 기간을 24개월에서 18개월로 단축했다. 이 기간은 2008년 1월 1일 다시 1년으로 단축되었다.
2005년 말, 러시아 연방군의 인원 중 30%가 계약 병사였다. 가까운 미래에도 러시아 연방군은 계약/징집 혼합군으로 유지될 것이다. 러시아 연방군은 영구 준비 부대가 자체적으로 무력 충돌을 억제하거나 진압할 수 없는 경우 영구 준비 부대를 강화할 수 있는 인력 자원을 확보하기 위해 동원 예비군을 유지해야 한다.
러시아군 모집은 CIS의 비러시아 시민에게도 열려 있으며, 러시아는 이 중 가장 큰 회원국이다. 2003년 12월까지 러시아 의회는 외국인이 몇 년 복무 후 러시아 시민권을 제공하여 계약직으로 러시아군에서 복무할 수 있도록 허용하는 법안을 원칙적으로 승인했지만, 2010년까지 외국인은 러시아 여권을 취득한 후에만 러시아군에서 복무할 수 있었다. 2010년 국방부 계획에 따르면, 이중 국적이 없는 외국인도 5년 계약에 서명할 수 있으며, 3년 복무 후 러시아 시민권을 취득할 자격이 주어진다. 이러한 변화는 CIS 시민들이 러시아 시민권을 빠르게 취득할 수 있는 길을 열어주고, 러시아의 인구 통계 위기가 군대 모집에 미치는 영향을 상쇄할 수 있을 것이다. 복무 중인 모든 병사들은 러시아 연방군 신분증을 받는다. 2022년 9월 20일, 국가두마는 AFRF에서 12개월 복무 시 외국인 병사에게 러시아 시민권을 부여하는 법안을 통과시켰다. 이전에는 복무 요건이 3년으로 설정되어 있었다.
러시아 연방군 표창과 휘장은 러시아 연방 국방부 표창과 휘장에 나와 있다.
2013년 3월, 세르게이 쇼이구 국방부 장관은 연말까지 모든 병영에 샤워실을 설치하겠다고 약속했다.
2013년에 다음과 같이 보고되었다.
"2007년에 비해 여성 장교 및 준위의 수가 거의 3분의 2 감소했다. 2007년에는 30,000명 이상의 여성이 [군대와] 계약하여 복무했으며, 현재는 4,300명의 다양한 계급 장교를 포함하여 11,000명 약간 넘는 수에 불과하다." 러시아군 사회학 연구 센터의 사회 과정 모니터링 부서장인 옐레나 스테파노바 중령이 말했다.
이러한 추세는 "특별하지 않았지만" 러시아군 전체의 "일반적인 감소"와 일치했다.
2022년 5월 28일, 우크라이나 침공이 계속되는 가운데 블라디미르 푸틴은 자원 군 복무를 위한 첫 계약 체결의 상한 연령 제한(이전에는 40세)을 없애는 법안에 서명했다. 우크라이나에서 싸우는 대부분의 계약 병사들은 러시아 인구의 빈곤 계층 출신이다. 우크라이나에서 싸우러 간 사람들을 위한 사이닝 보너스는 러시아의 많은 사람들에게 연봉 전체보다 많다.
2024년 11월, 러시아는 막대한 인명 손실로 인해 러시아 정부가 많은 부상자로 인해 전쟁 비용이 증가하면서 우크라이나 침공에서 부상당한 병사들에게 지급되는 수당을 줄였다. 2025년 6월, 우크라이나와 서방의 추정치에 따르면 우크라이나 내 러시아군 사상자가 100만 명을 넘어섰다.
| 군사 계급                               | 징집 복무 | 징집 복무 | 자원 복무              | 자원 복무              | 자원 복무               | 자원 복무           |
| 군사 계급                               | 하한 연령 | 상한 연령 | 첫 계약 체결 하한 연령 | 첫 계약 체결 상한 연령 | 일반적인 재직 상한 연령 | 최종 재직 상한 연령 |
| --------------------------------------- | --------- | --------- | ---------------------- | ---------------------- | ----------------------- | ------------------- |
| 러시아 연방원수                         | 없음      | 없음      | 18                     | 없음                   | 65                      | 70                  |
| 육군 대장/함대 제독                     | 없음      | 없음      | 18                     | 없음                   | 65                      | 70                  |
| 대장/제독                               | 없음      | 없음      | 18                     | 없음                   | 65                      | 70                  |
| 중장/해군중장                           | 없음      | 없음      | 18                     | 없음                   | 60                      | 65                  |
| 소장/소장                               | 없음      | 없음      | 18                     | 없음                   | 60                      | 65                  |
| 대령/1급 함장                           | 없음      | 없음      | 18                     | 없음                   | 55                      | 65                  |
| 중령/2급 함장                           | 없음      | 없음      | 18                     | 없음                   | 50                      | 65                  |
| 소령/3급 함장                           | 없음      | 없음      | 18                     | 없음                   | 50                      | 65                  |
| 대위/대위                               | 없음      | 없음      | 18                     | 없음                   | 50                      | 65                  |
| 상위                                    | 없음      | 없음      | 18                     | 없음                   | 50                      | 65                  |
| 중위                                    | 없음      | 없음      | 18                     | 없음                   | 50                      | 65                  |
| 하위                                    | 없음      | 없음      | 18                     | 없음                   | 50                      | 65                  |
| 스타르시 프라포르시치크/스타르시 미치만 | 없음      | 없음      | 18                     | 없음                   | 50                      | 65                  |
| 프라포르시치크/미치만                   | 없음      | 없음      | 18                     | 없음                   | 50                      | 65                  |
| 스타르시나/함정의 수석 스타르시나       | 없음      | 없음      | 18                     | 없음                   | 50                      | 65                  |
| 상사/수석 스타르시나                    | 없음      | 없음      | 18                     | 없음                   | 50                      | 65                  |
| 병장/1급 스타르시나                     | 없음      | 없음      | 18                     | 없음                   | 50                      | 65                  |
| 하사/2급 스타르시나                     | 없음      | 없음      | 18                     | 없음                   | 50                      | 65                  |
| 상병/선임 수병                          | 없음      | 없음      | 18                     | 없음                   | 50                      | 65                  |
| 이등병/수병                             | 18        | 27        | 18                     | 없음                   | 50                      | 65                  |

| 군사 계급                               | 징집 복무 | 징집 복무 | 자원 복무              | 자원 복무              | 자원 복무               | 자원 복무           |
| 군사 계급                               | 하한 연령 | 상한 연령 | 첫 계약 체결 하한 연령 | 첫 계약 체결 상한 연령 | 일반적인 재직 상한 연령 | 최종 재직 상한 연령 |
| --------------------------------------- | --------- | --------- | ---------------------- | ---------------------- | ----------------------- | ------------------- |
| 러시아 연방원수                         | 없음      | 없음      | 18                     | 없음                   | 45                      | 70                  |
| 육군 대장/함대 제독                     | 없음      | 없음      | 18                     | 없음                   | 45                      | 70                  |
| 대장/제독                               | 없음      | 없음      | 18                     | 없음                   | 45                      | 70                  |
| 중장/해군중장                           | 없음      | 없음      | 18                     | 없음                   | 45                      | 65                  |
| 소장/소장                               | 없음      | 없음      | 18                     | 없음                   | 45                      | 65                  |
| 대령/1급 함장                           | 없음      | 없음      | 18                     | 없음                   | 45                      | 65                  |
| 중령/2급 함장                           | 없음      | 없음      | 18                     | 없음                   | 45                      | 65                  |
| 소령/3급 함장                           | 없음      | 없음      | 18                     | 없음                   | 45                      | 65                  |
| 대위/대위                               | 없음      | 없음      | 18                     | 없음                   | 45                      | 65                  |
| 상위                                    | 없음      | 없음      | 18                     | 없음                   | 45                      | 65                  |
| 중위                                    | 없음      | 없음      | 18                     | 없음                   | 45                      | 65                  |
| 하위                                    | 없음      | 없음      | 18                     | 없음                   | 45                      | 65                  |
| 스타르시 프라포르시치크/스타르시 미치만 | 없음      | 없음      | 18                     | 없음                   | 45                      | 65                  |
| 프라포르시치크/미치만                   | 없음      | 없음      | 18                     | 없음                   | 45                      | 65                  |
| 스타르시나/함정의 수석 스타르시나       | 없음      | 없음      | 18                     | 없음                   | 45                      | 65                  |
| 상사/수석 스타르시나                    | 없음      | 없음      | 18                     | 없음                   | 45                      | 65                  |
| 병장/1급 스타르시나                     | 없음      | 없음      | 18                     | 없음                   | 45                      | 65                  |
| 하사/2급 스타르시나                     | 없음      | 없음      | 18                     | 없음                   | 45                      | 65                  |
| 상병/선임 수병                          | 없음      | 없음      | 18                     | 없음                   | 45                      | 65                  |
| 이등병/수병                             | 없음      | 없음      | 18                     | 없음                   | 45                      | 65                  |

### 군사 교육

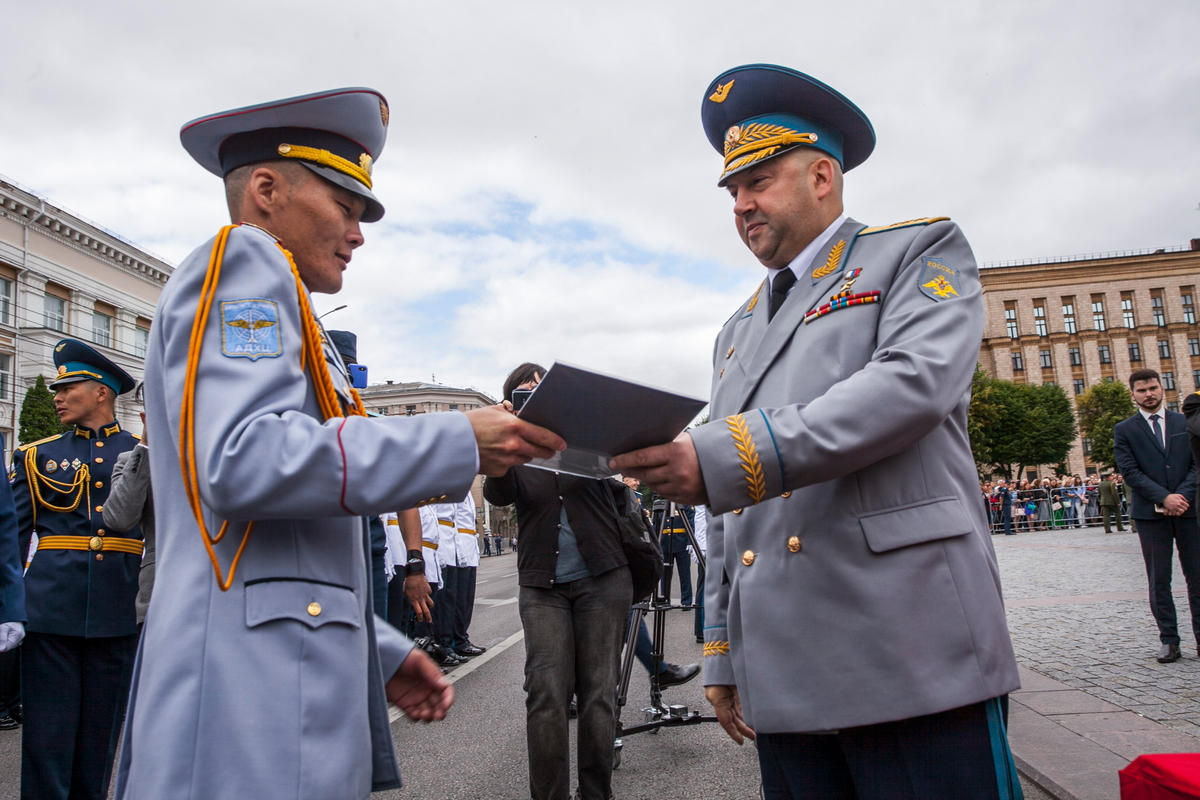
보로네시 공군사관학교 장교 임관식

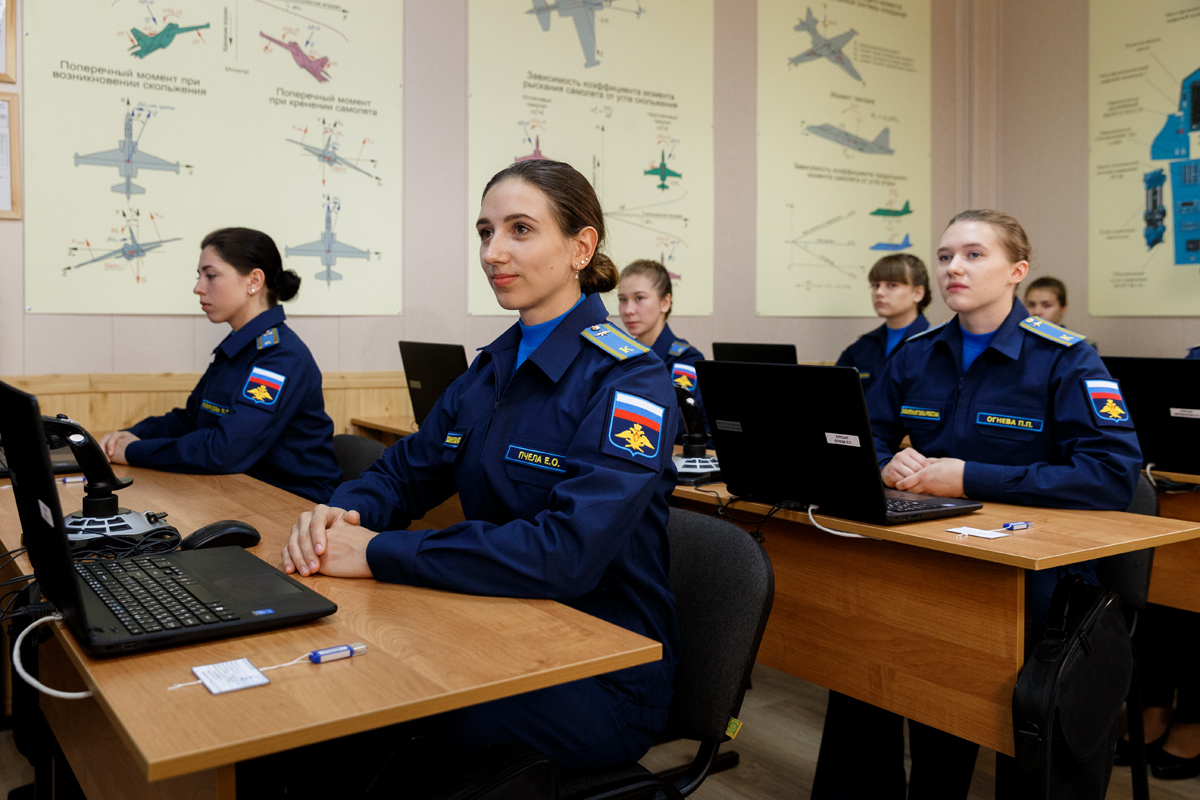
크라스노다르 고등군사항공조종학교 여학생들

소련에서 물려받은 러시아의 군사 교육 시스템은 협소하게 정의된 군사 직무 특기에서 장교-전문가를 양성한다. 이 점에서 미국 군사 교육 시스템과는 크게 다른데, 미국에서는 새로 자격을 갖춘 소위들이 사관학교 또는 ROTC를 졸업한 후에야 "경력 병과"의 틀 내에서 특정 특기를 받는다. 고등교육 민간 교육 기관의 학생이 예비 장교 훈련 프로그램에 참여를 원할 경우, 군사 직무 특기를 선택할 수 없는데, 이는 각 민간 대학에서 가르치는 민간 특기가 대학총장의 명령에 의해 동일 대학의 군사 훈련 센터에서 가르치는 특정 군사 직무 특기에 연결되어 있기 때문이다. 이는 또한 학생들이 이용 가능한 ROTC 유형 중에서 선택할 수 있는 미국 군사 교육 시스템과도 다르다.
러시아 군사 교육 시스템은 다음을 포함한다.
- 준위 학교, 현역 복무를 위한 직업 준위 양성.
- 고등 군사 학교, 소대/중대 지휘관 및 동등 직책(전술 수준)을 위한 현역 직업 장교 양성.
- 민간 고등 교육 기관 내 군사 훈련 센터, 소대/중대 지휘관 및 동등 직책(전술 수준)을 위한 예비 장교 양성.
- 군사 사관학교, 대대/연대/여단 지휘관 또는 동등 직책(작전-전술 수준)에 임명될 수 있도록 장교의 군사 직무 특기 지식 향상.
- 러시아 연방군 총참모부 군사 사관학교, 군사 사관학교를 졸업한 장교들이 최고위 군 장교(전략 수준)가 될 수 있도록 능력 향상.
- 부관 제도는 민간 대학원과 유사한 군사 제도로, 장교들이 군사 관련 특기에서 과학 후보 학위를 취득하고 군사 사관학교, 군사 학교, 군사 훈련 센터에서 교직에 임명될 수 있도록 한다.

| 군사 교육 기관 유형                 | 현역 복무를 하지 않은 자 | 현역 복무를 하지 않은 자 | 징집 현역 복무 중이거나 제대 중인 자 | 징집 현역 복무 중이거나 제대 중인 자 | 자원 현역 복무 중인 자 | 자원 현역 복무 중인 자 |
| 군사 교육 기관 유형                 | 하한 연령                | 상한 연령                | 하한 연령                            | 상한 연령                            | 하한 연령              | 상한 연령              |
| ----------------------------------- | ------------------------ | ------------------------ | ------------------------------------ | ------------------------------------ | ---------------------- | ---------------------- |
| 군사 학교                           | 16                       | 22                       | 18                                   | 24                                   | 18                     | 27                     |
| 군사 훈련 센터 (현역 장교 프로그램) | 16                       | 24                       | —                                    | —                                    | —                      | —                      |
| 군사 훈련 센터 (예비 장교 프로그램) | 16                       | 30                       | —                                    | —                                    | —                      | —                      |

| 군사 교육 기관 유형                  | 도달한 교육 수준              | 장교로서의 현역 복무 기간 | 군사 계급 (최소) | 군사 직책 (경험 연수)         | 졸업 후 일반적인 재직 상한 연령까지 예상되는 현역 복무 기간 |
| ------------------------------------ | ----------------------------- | ------------------------- | ---------------- | ----------------------------- | ----------------------------------------------------------- |
| 군사 사관학교                        | 군사 학교 또는 군사 훈련 센터 | 7년 이상                  | 대위/대위        | 소령/3급 함장 직책 (최소 1년) | 최소 5년                                                    |
| 러시아 연방군 총참모부 군사 사관학교 | 군사 사관학교                 | —                         | 소령/3급 함장    | 대령/1급 함장 직책 (최소 1년) | 최소 5년                                                    |
| 부관 제도                            | 군사 학교 또는 군사 훈련 센터 | 2년 이상                  | 중위             | —                             | 최소 5년                                                    |

## 예비 구성 요소
러시아 연방군은 러시아어: запас; 전자: zapas) 두 가지 구성 요소로 된 예비군을 보유한다.
- 현역 예비군 – 동원 인적 예비군 (러시아어: мобилизационный людской резерв; 전자: mobilizatsionnyy lyudskoy reserv)
- 비현역 예비군 – 동원 인적 자원 (러시아어: мобилизационный людской ресурс; 전자: mobilizatsionnyy lyudskoy resurs)

기본적으로 현역 복무가 끝나면 모든 군인은 동원 인적 자원으로 등록된다. 이는 징집병과 자원병 모두에게 계급과 무관하게 적용된다. 또한, 민간 고등 교육 기관을 졸업하고 그들의 모교의 군사 훈련 센터에서 예비 장교 프로그램을 이수한 자들은 임관하여 장교 계급을 받은 후 동원 인적 자원으로 등록된다 (반면 현역 장교 프로그램으로 훈련받은 센터 졸업생들은 임관 후 현역 복무에 등록되어야 한다). 동원 인적 자원은 27세에 도달하여 어떠한 이유로든 병역을 하지 않은 남성으로 보충된다.
동원 인적 예비군에 등록하는 것은 자발적이며 특별 계약을 의미한다. 이러한 가능성은 이미 동원 인적 자원에 있는 모든 사람에게 열려 있다. 초기 계약은 3년 기간으로 체결된다. 동원 인적 예비군(예비군)의 군인은 군 부대에서 비정규직 임무를 수행한다. 예비군은 특정 군 부대의 군사 직책에 임명되며, 이들 군 부대의 모든 작전, 동원 및 전투 활동에 참여한다. 일반적으로 평시에는 예비군이 한 달에 2~3일, 연간 20~30일의 군사 훈련 기간 동안 임무를 수행한다.
정확한 예비군 수는 기밀로 분류되어 알 수 없다. 관련 대통령 법령는 예비군 수를 결정하는데, 이 정보 또한 기밀로 분류된다. 예비군으로 구성된 군 부대는 러시아 연방군 총참모부에 의해 결정되며, 이 정보도 기밀로 분류된다.
동원 인적 자원(비예비군)에 속한 사람들은 평시에 군사 훈련에 등록될 수 있다. 각 훈련의 기간은 2개월을 초과할 수 없으며, 이와 함께 동원 인적 자원에 속하는 전체 기간 동안의 총 훈련 기간은 12개월을 초과할 수 없으며, 한 사람은 3년에 한 번만 이러한 훈련에 등록될 수 있다.
2009년 현재, 전시 동원 시 비자발적 동원을 위해 사용할 수 있는 시민의 수는 3,100만 명으로 추산되었다.
예비군은 우선 전시 동원 대상이다. 비예비군은 두 번째 동원 대상이다. 비예비군 동원은 1998년 3월 28일 연방법 제53호-FZ "군 복무 의무 및 군 복무에 관하여" 제53조에 따라 연령 범주를 고려하여 수행된다: 1등급에서 3등급 순으로.
1급은 다음을 포함한다: 1) 장교 미만의 모든 군사 계급에 있는 35세 미만의 사람; 2) 하위부터 대위(해군 복무 시 대위)까지의 모든 계급(하급 장교)에 있는 50세 미만의 사람; 3) 소령(해군 복무 시 3급 함장)부터 중령(해군 복무 시 2급 함장)까지의 모든 계급에 있는 55세 미만의 사람; 4) 대령(해군 복무 시 1급 함장) 계급에 있는 60세 미만의 사람; 5) 소장(해군 복무 시 소장) 이상의 계급(최고 장교)에 있는 65세 미만의 사람.
2급은 다음을 포함한다: 1) 35세 이상 45세 미만의 병사; 2) 50세 이상 55세 미만의 하급 장교; 3) 55세 이상 60세 미만의 소령(해군 복무 시 3급 함장)부터 중령(해군 복무 시 2급 함장)까지의 모든 계급의 장교; 4) 60세 이상 65세 미만의 대령(해군 복무 시 1급 함장) 계급의 장교; 5) 65세 이상 70세 미만의 최고 장교.
3급은 다음을 포함한다: 1) 45세 이상 50세 미만의 병사; 2) 55세 이상 60세 미만의 하급 장교; 3) 60세 이상 65세 미만의 소령(해군 복무 시 3급 함장)부터 중령(해군 복무 시 2급 함장)까지의 모든 계급의 장교; 4) 병사의 경우 45세 미만, 장교의 경우 50세 미만의 모든 여성. 3급에 정해진 연령 상한(대령(해군 복무 시 1급 함장) 이상인 경우 2급)에 도달한 사람은 퇴역하며 동원령 대상이 아니다.
| 군사 계급                               | 동원 인적 예비군       | 동원 인적 예비군 | 동원 인적 자원 | 동원 인적 자원 | 동원 인적 자원 |
| 군사 계급                               | 첫 계약 체결 연령 제한 | 재직 연령 제한   | 1급 연령 제한  | 2급 연령 제한  | 3급 연령 제한  |
| --------------------------------------- | ---------------------- | ---------------- | -------------- | -------------- | -------------- |
| 러시아 연방원수                         | —                      | —                | 65             | 70             | —              |
| 육군 대장/함대 제독                     | —                      | —                | 65             | 70             | —              |
| 대장/제독                               | —                      | —                | 65             | 70             | —              |
| 중장/해군중장                           | —                      | —                | 65             | 70             | —              |
| 소장/소장                               | —                      | —                | 65             | 70             | —              |
| 대령/1급 함장                           | 57                     | 65               | 60             | 65             | —              |
| 중령/2급 함장                           | 52                     | 60               | 55             | 60             | 65             |
| 소령/3급 함장                           | 52                     | 60               | 55             | 60             | 65             |
| 대위/대위                               | 47                     | 55               | 50             | 55             | 60             |
| 상위                                    | 47                     | 55               | 50             | 55             | 60             |
| 중위                                    | 47                     | 55               | 50             | 55             | 60             |
| 하위                                    | 47                     | 55               | 50             | 55             | 60             |
| 스타르시 프라포르시치크/스타르시 미치만 | 42                     | 45               | 35             | 45             | 50             |
| 프라포르시치크/미치만                   | 42                     | 45               | 35             | 45             | 50             |
| 스타르시나/함정의 수석 스타르시나       | 42                     | 45               | 35             | 45             | 50             |
| 상사/수석 스타르시나                    | 42                     | 45               | 35             | 45             | 50             |
| 병장/1급 스타르시나                     | 42                     | 45               | 35             | 45             | 50             |
| 하사/2급 스타르시나                     | 42                     | 45               | 35             | 45             | 50             |
| 상병/선임 수병                          | 42                     | 45               | 35             | 45             | 50             |
| 이등병/수병                             | 42                     | 45               | 35             | 45             | 50             |

### 2005년~2008년 예비 장교 훈련 시스템 개혁
소련에서 물려받은 예비 장교 훈련 시스템은 민간 고등 교육 기관 졸업생 중 모교의 군사 학과를 졸업하고 장교로 임관한 사람들을 선택적으로 징집하는 것을 포함했다. 이러한 사람은 27세까지 군 예비군에서 현역으로 징집될 수 있었다. 해당 장교의 현역 복무 기간은 수년이었으며, 그 기간이 끝나면 다시 군 예비군에 등록되어야 했다. 이러한 장교들은 군대 은어로 "블레이저"라고 불렸다 (예: 아나톨리 크바쉬닌은 "블레이저"였다).
2005년, 국방부 장관 세르게이 이바노프는 민간 고등 교육 기관 학생들을 대상으로 한 장교 양성 군사 학과의 수를 대폭 줄일 것이라고 발표했다. 2008년 3월까지 이전에 군사 학과를 보유했던 235개 민간 대학, 사관학교 및 기관 중 168개가 이러한 부대를 폐쇄했다. 군사 학과를 유지했던 67개 민간 대학, 사관학교 및 기관 중 37개가 새로운 군사 훈련 센터 설립의 기반이 되었다. 군사 훈련 센터는 현역 장교 양성에 중점을 두었으며, 군사 학과는 예비군 장교 양성에 중점을 두었다.
2006년에는 예비역 장교 징집이 폐지되었다. 군사 학과 졸업생들은 더 이상 현역으로 징집되지 않았다 (전시 동원은 예외). 모든 군사 훈련 센터 졸업생들은 대학 졸업 후 3년 현역 복무에 등록되어야 했다.

### 2018년 자원 군사 예비군 창설 시작
2018년, 러시아는 현역에서 은퇴한 자원병 중에서 선발된 군사 예비군의 전면적인 편성을 시작했다. 러시아 군사 예비군(러시아어: мобилизационный людской резерв|mobilizatsionny lyudskoy rezerv)은 예비역으로서 군 복무를 수행하기 위한 계약을 체결한 시민들로 구성된다. 이들은 특정 군 부대의 군사 직책에 임명된다. 이들은 그러한 계약을 체결하지 않은 다른 시민들과 달리, 법에 명시된 경우에만 비자발적으로 군대 동원 배치를 위해 사용될 수 있으며, 이러한 군 부대의 모든 작전, 동원 및 전투 활동에 참여한다.
예비군으로 구성된 군 부대의 배치는 최소한의 시간을 소요하며, 군인의 재훈련이 필요하지 않다. 예비군으로 구성된 군 부대는 현역 군인으로만 구성된 군 부대와 마찬가지로 전시 기준에 따라 100% 충원된다. 군 부대 지정만으로는 예비군인지 아닌지 정의할 수 없다. 예비군 수는 공개된 정보가 아니며, 국방부가 발표하는 현역 군인 수에 포함되지 않는다. 이로 인해 새로운 러시아 군 부대 및 편대의 실제 병력을 파악하기 어렵다.

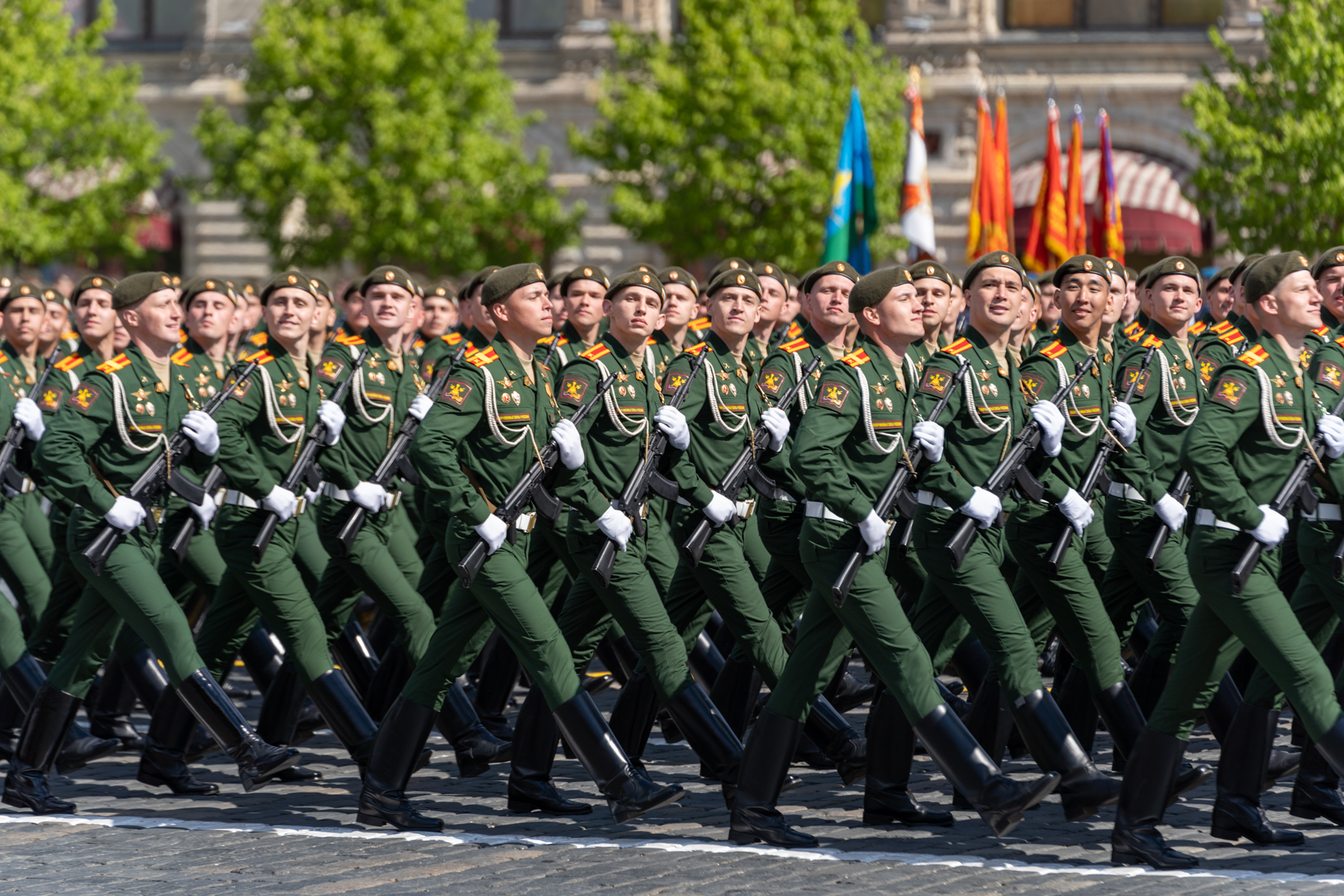
2023년 5월 러시아 병사들

### 2019년 예비 장교 훈련 시스템 개혁
2018년에 군사학과와 군사 훈련 센터는 폐지되었다. 그 때부터 민간 고등 교육 기관 학생들은 군사 훈련 센터에서 장교 훈련 프로그램(예비 및 현역 모두)으로 훈련을 받았다. 2019년에는 93개 민간 고등 교육 기관에 훈련 군사 센터가 있었다.

### 동원령
러시아 연방 역사상 동원 인적 자원에 속한 시민들의 첫 번째 의무적 동원령은 대통령 법령 2022년 9월 21일 제647호에 의해 러시아의 우크라이나 침공 중 발표되었다.

## 예산

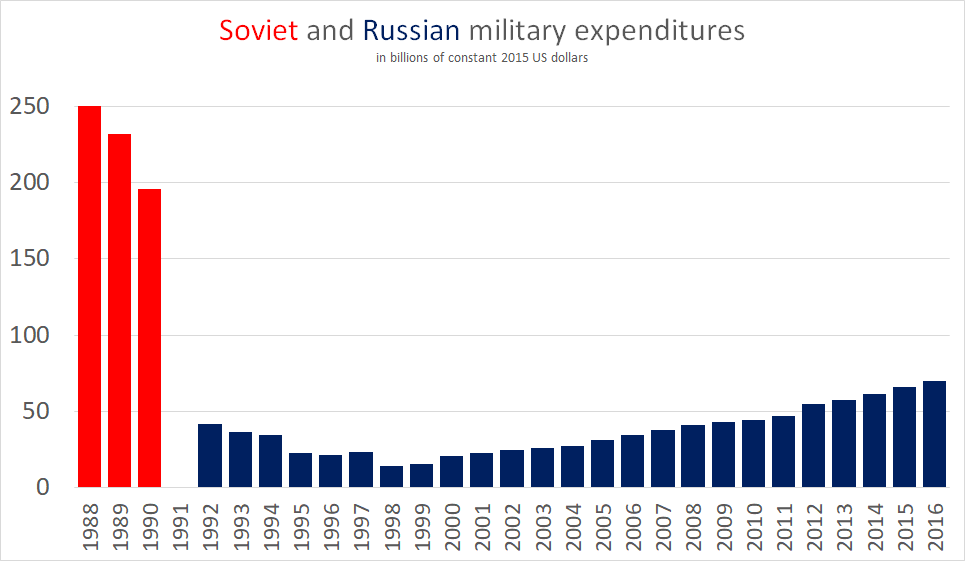
소련과 러시아의 군사비 지출 (2015년 달러 기준, SIPRI 자료)

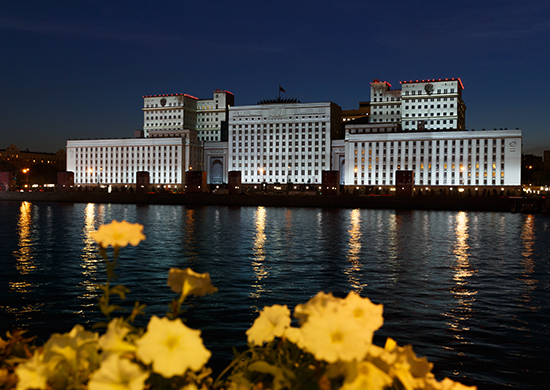
국가국방관리센터 정면

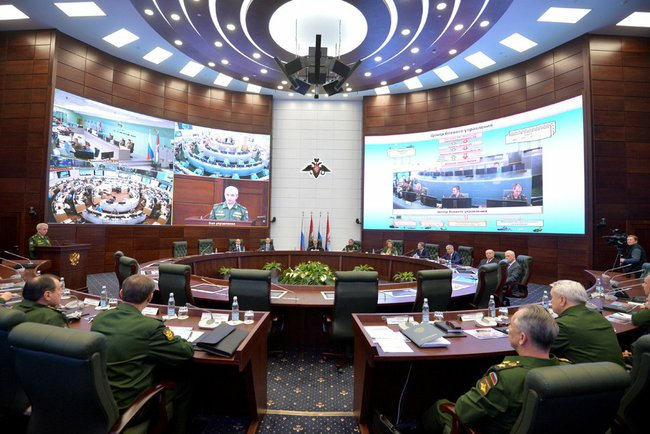
국가국방관리센터 회의실

1991년부터 1997년까지 새로 독립한 러시아의 국방비는 실질 가격 기준으로 8분의 1로 감소했다. 1998년, 러시아가 심각한 금융 위기를 겪었을 때, 실질 군사 지출은 1991년 소련의 4분의 1, 1992년 러시아 독립 첫 해 수준의 5분의 2에 불과한 최저점을 기록했다.
2000년대 초반에는 국방비가 매년 최소 3분의 1씩 증가하여 지난 6년 동안 전체 국방비가 거의 4배로 늘어났으며, 알렉세이 쿠드린 재무장관에 따르면 이러한 증가율은 2010년까지 유지될 예정이다. 2005년 공식 정부 군사 지출은 324억 달러였지만, 여러 소식통은 러시아의 군사 지출이 보고된 금액보다 훨씬 더 높다고 추정했다.
러시아의 군사비 지출을 추정하는 것은 매우 어렵다. 연간 IISS 밀리터리 밸런스는 러시아 부분에서 이 문제를 여러 차례 강조했다. IISS 밀리터리 밸런스는 "단순히 관찰해 보면... [군사 예산]은 군대의 규모나 군사-산업 복합체의 구조가 시사하는 것보다 낮아 보이며, 따라서 두 수치 모두 비교 분석에 특히 유용하지 않다"고 언급한다. 일부 추정치에 따르면, 러시아의 전체 국방비 지출은 현재 미국에 이어 세계에서 두 번째로 높다. 러시아 공공 회의 재향 군인, 군인 및 가족 담당 위원회 의장 알렉산드르 칸신에 따르면, 러시아군은 매년 최대 130억 달러를 부패로 잃고 있다고 한다.
2008년 9월 16일, 러시아 총리 블라디미르 푸틴은 2009년 러시아 국방 예산이 500억 달러라는 기록적인 금액으로 증가할 것이라고 발표했다.
2009년 2월 16일, 러시아 국방부 차관은 현재의 금융 위기에도 불구하고 올해 국가 국방 계약은 삭감되지 않을 것이며, 2009년에는 감소가 없을 것이라고 말했다. 예산은 여전히 1조 3760억 루블이며 현재 환율로는 415억 달러에 달할 것이다.
2009년 2월 후반, 세계 금융 위기로 인해 러시아 의회 국방 위원회는 러시아 국방 예산이 400억 달러에서 340억 달러로 15% 삭감될 것이며, 추가 삭감이 있을 것이라고 밝혔다. 2009년 5월 5일, 세르게이 이바노프 제1부총리는 2009년 국방 예산이 1조 3천억 루블 (394억 달러)이 될 것이라고 말했다. 3,220억 루블은 무기 구매에 할당되었고, 나머지 자금은 건설, 연료 저장 및 식량 공급에 사용될 것이다.
국가두마 국방위원회 위원장 블라디미르 코모예도프에 따르면, 러시아는 2013-2015년에 핵무기에 1,011억 5천만 루블을 지출할 계획이었다. 코모예도프는 "2013-2015년 '핵무기 복합체' 섹션에 따른 예산은 각각 292억 8천만 루블, 333억 루블, 385억 7천만 루블에 달할 것"이라고 Vechernaya Moskva는 보도했다.
코모예도프는 2012년 핵무기 지출이 274억 루블을 차지했다고 덧붙였다. "2013년 및 2014년, 2015년 계획 기간의 연방 예산에 관한" 법안 초안은 2012년 10월 19일 1차 독회에서 논의될 것이라고 더 보이스 오브 러시아는 보도했다.
러시아 정부가 발표한 2014년 국방 예산은 약 2조 4900억 루블 (약 693억 미국 달러)로, 미국, 중국, 사우디아라비아에 이어 세계에서 네 번째로 크다. 공식 예산은 2015년에 3조 300억 루블 (약 837억 미국 달러), 2016년에 3조 3600억 루블 (약 939억 미국 달러)로 증가할 예정이다. 2014년 현재, 러시아의 군사 예산은 다른 어떤 유럽 국가보다 높으며, 미국 군사 예산의 약 7분의 1 (14%)에 해당한다.
2015년에 SIPRI는 러시아가 2010년~2014년 기간 동안 주요 무기 수출에서 세계에서 두 번째로 큰 국가였으며, 수출이 37% 증가했다고 밝혔다. 인도, 중국, 알제리가 러시아 총 수출의 거의 60%를 차지했다. 아시아와 오세아니아는 2010년~2014년에 러시아 무기 수출의 66%를, 아프리카는 12%, 중동은 10%를 차지했다.
2017년에 러시아는 블라디미르 푸틴이 의료 및 교육과 같은 다른 이니셔티브에 돈을 지출하라는 요청으로 인해 국방비 지출을 20% 삭감한 것으로 보고되었다. 이러한 삭감으로 러시아의 군사비 지출은 663억 달러로 감소하여 러시아는 군사비 지출이 4번째로 높은 국가로 떨어졌다. 러시아의 2019년 국방 예산은 480억 달러였고 2020년에는 617억 달러였다.
그러나 2022년 2월 24일 러시아의 우크라이나 침공으로 인해 러시아 정부는 군사비 지출을 850억 달러 이상으로 극적으로 늘려 세계 군사비 지출에서 세 번째로 높은 위치로 돌아섰다. 군사비 지출 증가는 전쟁 손실을 회수하고 러시아를 전시 경제로 재편하는 데 필요했다. 2023년 10월 5일, 블라디미르 푸틴은 러시아의 국방 및 안보 지출이 현재 GDP의 6%에 달한다고 밝혔다.

### 조달

수호이 PAK FA는 러시아 연방군의 최신 조달 프로젝트 중 하나이다.

옛 소련 방위 산업의 약 70%가 러시아 연방에 위치하고 있다. 많은 방위 산업체들이 민영화되었으며, 일부는 다른 국가의 기업들과 상당한 파트너십을 맺었다.
러시아 연방군의 현대화를 향한 최근의 진전은 석유와 천연가스 수익에 기반한 러시아의 경제 재건과 자체 국내 시장의 강화로 가능해졌다. 현재 군은 대규모 장비 업그레이드 중간에 있으며, 정부는 2006년에서 2015년 사이에 국영 무기 프로그램 2007-2015 (GPV – госпрограмма вооружения)에 따라 약 2000억 달러 (PPP 달러로 약 4000억 달러에 해당)를 군사 장비 개발 및 생산에 지출할 예정이다.
주로 러시아-조지아 전쟁에서 얻은 교훈의 결과로, 2010년 12월에 2011-2020년 국가 무장 프로그램이 시작되었다. 푸틴 총리는 향후 10년 동안 새로운 장비 구매에 20조~21조 5천억 루블 (6,500억 달러 이상)이 할당될 것이라고 발표했다. 목표는 2015년까지 육군, 해군, 공군의 현대 장비 비율을 30%로, 2020년까지 70%로 늘리는 것이다. 일부 범주에서는 신무기 시스템의 비율이 80% 또는 심지어 100%에 달할 것이다.
2011년 현재 러시아의 최고 군 검사는 국방 예산의 20%가 매년 도난되거나 사기당하고 있다고 밝혔다. 이로 인한 자금 부족으로 장비가 제대로 유지되지 않아 2022년 우크라이나 침공 중 관찰된 장비 고장에 기여했을 수 있다는 의심이 있다.
2018년, 러시아 연방군은 35가지 유형의 무기 및 군사 장비를 채택하고 21가지 추가 장비의 국가 테스트를 완료했다. 러시아 국방부는 같은 해 예수 TZ (Yedinaya Sistema Upravleniya Takticheskogo Zvena) 전장 관리 시스템을 조달했다. 예수 TZ 전장 관리 시스템은 포병, 전자전 시스템, 지상 차량, 방공 자산, 공병 장비 및 병참 지원 등을 제어하는 11개의 하위 시스템을 통합한다.
2012년부터 2019년 3월까지 12개 미사일 연대는 야르스 ICBM으로, 10개 미사일 여단은 이스칸데르 전술 탄도 미사일 시스템으로, 13개 항공 연대는 MiG-31BM, Su-35S, Su-30SM, Su-34 전투기로, 3개 육군 항공 여단과 6개 헬리콥터 연대는 Mi-28N 및 Ka-52 전투 헬리콥터로, 20개 지대공 미사일 (SAM) 연대는 S-400 트리움프 SAM 시스템으로, 23개 포대는 판치르-S 자주 대공포-미사일 시스템으로, 17개 포대는 발 및 바스티온 이동식 해안 방어 미사일 시스템 [MCDMS]으로 재무장되었다.
2023년 초에는 러시아 국방부가 고위 관료를 위해 천 개 이상의 국내 소프트웨어 태블릿을 구매했으며, 수십 킬로미터 범위의 새로운 활공 폭탄을 받기 시작했다는 보고가 있었다.
뉴욕 타임스는 2023년 9월 13일, 미국 및 유럽 관리들의 말을 인용하여 러시아가 국제 제재를 극복하고 미사일 생산량이 전쟁 이전 수준을 초과했다고 보도했다. 또한 러시아가 현재 미국과 유럽보다 더 많은 탄약을 생산하며, 연간 200대의 탱크와 200만 발의 탄약을 제조할 수 있다고 보도했다. CNN 또한 2023년 9월에 러시아가 유럽보다 탄약을 7배 저렴하게, 8배 빠르게 생산한다고 보도했다.
러시아 국방부에 따르면, 2023년에 러시아군은 수십만 개의 소형 무기, 신규 및 수리된 무기 시스템, 군용 차량 및 장비, 포병 시스템, 방공 시스템, 미사일 및 폭탄, 항공기 및 헬리콥터, 드론, 그리고 백만 개 이상의 개인 방호 및 장비 수단을 받았다. CNN은 2024년 3월 11일 러시아가 현재 한 달에 약 25만 발, 즉 연간 약 3백만 발의 포탄을 생산하고 있으며, 이는 미국과 유럽이 우크라이나에 제공하는 양의 거의 세 배에 달한다고 보도했다. CNN은 서방 정보 관계자들을 인용하며 러시아가 이란과 북한으로부터 탄약을 수입한다고 덧붙였다.
2025년 4월, 크리스토퍼 캐볼리 장군은 미국 상원 군사위원회에서 러시아가 산업 역량 확장과 전시 경제로의 전환 덕분에 장비와 탄약의 광범위한 전장 손실을 "전례 없는 속도로" 복구하고 있다고 말했다. 그는 또한 북한이 모스크바에 "수백만 발"의 포탄, 미사일 및 무기 시스템을 제공하고 있으며, 이란은 400발의 단거리 탄도 미사일, 수십만 발의 포탄, 수천 대의 자폭 드론, 그리고 러시아 내에서 수천 대의 드론을 생산할 수 있는 라이선스와 기술을 제공했다고 덧붙였다. 그럼에도 불구하고, 우크라이나에서의 손실로 인한 장비 부족은 2025년 초에 러시아 병사들이 운송 및 공격을 위해 당나귀, 말, 민간 자동차와 같은 비전통적인 수단을 사용하는 것에 대한 많은 보고서로 이어졌다.

## 핵무기

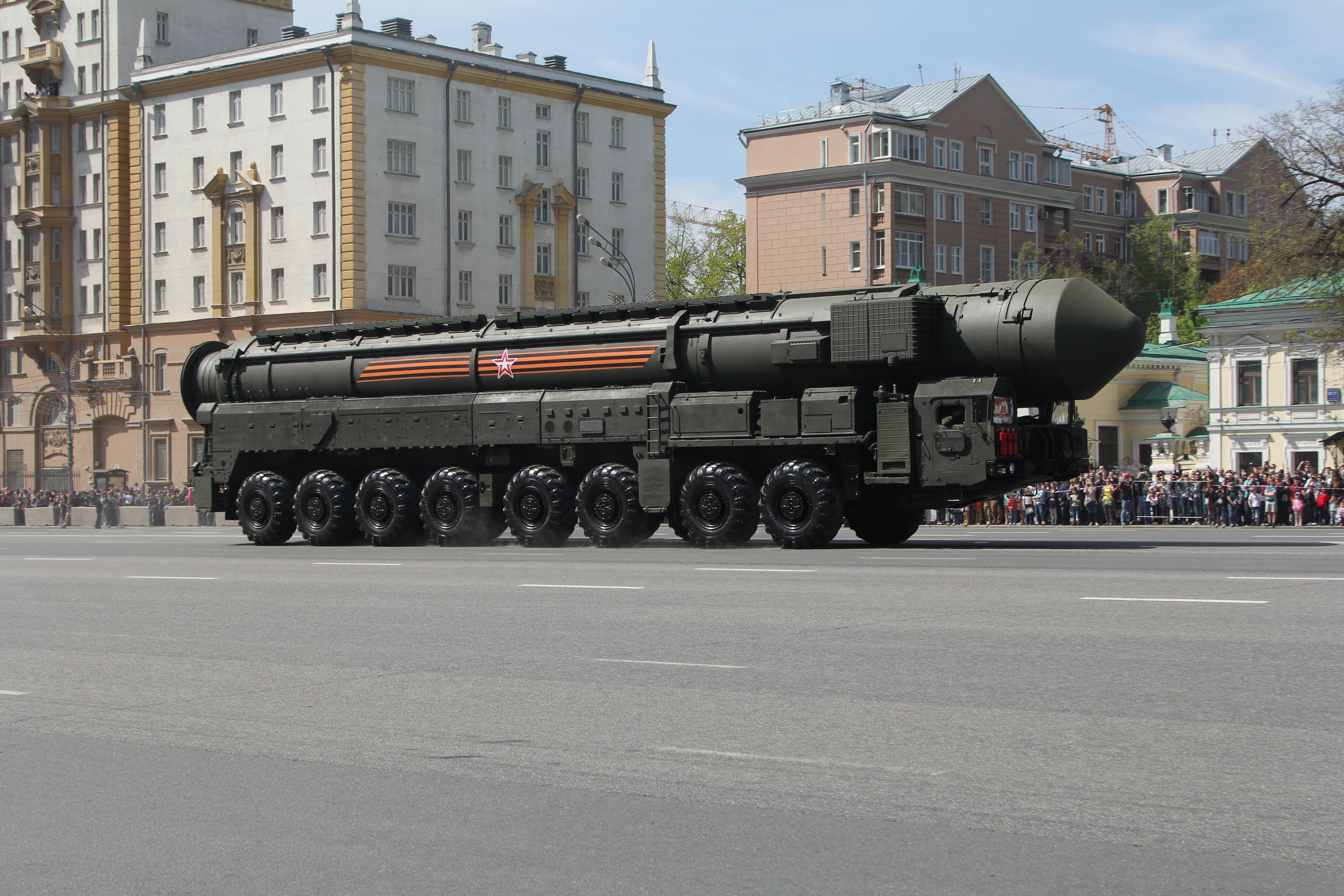
RS-24 야르스 이동형 버전

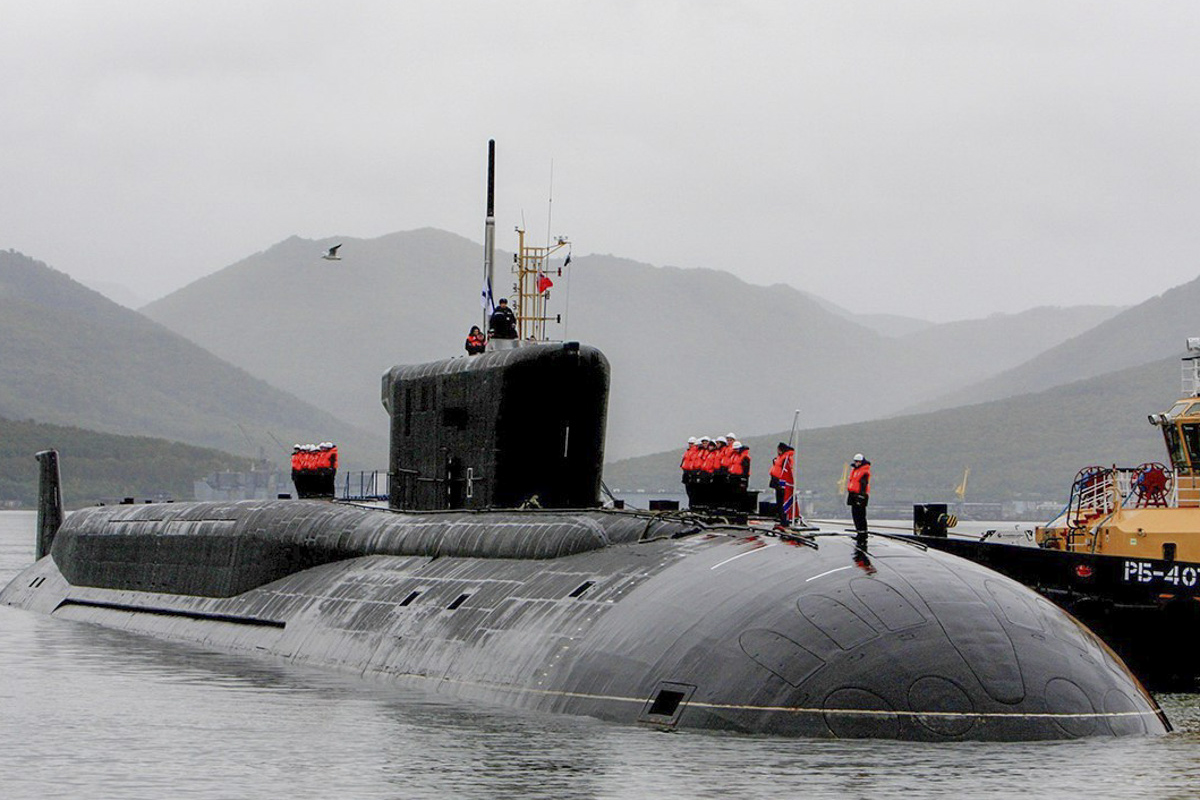
보레이급 잠수함 알렉산드르 넵스키

2017년 1월 현재, 미국 과학자 연맹은 러시아가 약 1,765개의 배치된 전략 핵탄두와 2,700개의 비배치 전략 핵탄두 및 배치된 전술 핵탄두를 보유하고 있으며, 추가로 2,510개의 핵탄두가 해체 대기 중이라고 추정했다. 러시아의 전략 로켓군은 육상 기반 핵탄두를 통제하고, 해군은 잠수함 기반 미사일을, 항공우주군은 공중 발사 핵탄두를 통제한다. 러시아의 핵탄두는 4개 지역에 배치되어 있다.
1. 육상 기반 고정형(사일로), 예: R-36 및 그 대체품 RS-28 사르마트.
2. 육상 기반 이동형, 예: RT-2PM2 토폴-M 및 신형 RS-24 야르스.
3. 잠수함 기반, 예: R-29RMU2 라이너 및 RSM-56 불라바.
4. 러시아 항공우주군의 장거리 항공 사령부의 공중 발사 핵탄두.

러시아의 군사 독트린은 나토의 확장을 러시아 연방에 대한 위협 중 하나로 보고 있으며, 국가의 존립을 위협할 수 있는 재래식 침략에 대응하여 핵무기를 사용할 권리를 유보한다. 이에 따라 1990년대 후반 내내 러시아의 핵 전력은 충분한 자금을 지원받았다. 대륙간 탄도 미사일과 현역 핵탄두의 수는 미국과의 군비 제한 협정과 유지 보수에 대한 불충분한 지출로 인해 수년 동안 감소했지만, 이는 미사일 방어에 대한 방어책으로서 새로운 미사일의 배치로 균형을 이룬다.
러시아는 새로운 RT-2PM2 토폴-M (SS-27) 미사일을 개발했는데, 러시아 장군은 이 미사일이 계획된 미국의 국가 미사일 방어 체계를 포함한 모든 미사일 방어를 관통할 수 있다고 주장했다. 이 미사일은 대책을 피하기 위해 공중과 우주에서 경로를 변경할 수 있다. 이는 육상 기반 이동형 TEL 장치에서 발사되도록 설계되었다.
러시아의 핵 기술이 테러리스트나 핵무기를 사용하여 다른 국가를 위협하거나 공격할 수 있다고 우려되는 불량 장교의 손에 넘어갈 위험에 대한 국제적 인식이 있었기 때문에, 미국 연방 정부와 많은 다른 국가들은 1990년대 초 러시아 핵 전력에 상당한 재정 지원을 제공했다. 이 자금은 협력적 위협 감소 프로그램과 같은 국제 협정 하에 핵탄두 해체를 지원하는 데 일부 사용되었지만, 러시아 핵 시설의 보안 및 인력 훈련을 개선하는 데도 사용되었다.
2007년 9월 11일 늦은 저녁, 연료-공기 폭탄 AVBPM 또는 "모든 폭탄의 아버지"가 성공적으로 현장 테스트되었다.

## 같이 보기
- 러시아의 부관
- 러시아 연방 국방부 표창과 휘장
- 러시아 군사 계급의 역사
  - 러시아 연방 육군 계급 및 휘장
  - 러시아 연방 해군 계급 및 휘장
- 러시아 연방군 주대성당
- 러시아의 군사 사관학교
- 러시아 연방군 군악대
- 러시아의 군사 임관 학교
- 러시아의 예비 장교 훈련
- 러시아 연방군 제복
- 러시아 연방군 준위학교

## 내용주
1. ↑  The potential reserve personnel of Russia may be as high as 20 million, depending on how the figures are counted. However, an est. 2 million have seen military service within the last 5 years.

## 참고 자료
- Austin, Greg; Muraviev, Alexey (2000). 《The Armed Forces of Russia in Asia》. 런던; 뉴욕: I. B. Tauris. ISBN 1-86064-485-6.
- Andrew Bowen, "Russian Armed Forces: Capabilities" ( 보관됨 23 9월 2021 - 웨이백 머신), Congressional Research Service, 2020년 6월 30일.
- 키어 길스 (2007년 5월), Military Service in Russia: No New Model Army 보관됨 25 3월 2024 - 웨이백 머신, 갈등 연구 센터, ISBN 1905962169
- "How Are the Mighty Fallen" 보관됨 24 3월 2024 - 웨이백 머신. 디 이코노미스트. 2005년 7월 2일–8일. pp. 45–46.
- IISS (2021년 2월 25일). 《The Military Balance 2021》. 런던: 라우틀리지. ISBN 9781032012278. 2022년 1월 21일에 원본 문서에서 보존된 문서. 2022년 1월 22일에 확인함.
- International Institute for Strategic Studies, The Military Balance, various editions
- Massicot, Dara. "What Russia Got Wrong"( 보관됨 9 2월 2023 - 웨이백 머신), Foreign Affairs, 2023
- Odom, William E. (1998). 《The Collapse of the Soviet Military》. Yale University Press. ISBN 0-300-07469-7.
- Russia Creates Unique Rifle That Can Shoot at Four Kilometres RNS, 2016년 11월
- “The United States leads upward trend in arms exports, Asian and Gulf states arms imports up, says SIPRI”. 스톡홀름 국제평화연구소 (SIPRI). 2015년 3월 16일. 2016년 4월 9일에 원본 문서에서 보존된 문서. 2017년 4월 13일에 확인함.

## 추가 자료
- Bowen, Andrew (2017). 《Coercive Diplomacy and the Donbas: Explaining Russian Strategy in Eastern Ukraine》. 《Journal of Strategic Studies》 42. 312–343쪽. doi:10.1080/01402390.2017.1413550. ISSN 0140-2390. S2CID 158522112.
- Connell, Michael; Lennox, Brooke; Schwartz, Paul (2023). 《Training in the Russian Armed Forces: An Assessment of Recent Reforms and their Impact on Russian Operations in Ukraine》 (PDF). CNA Corporation. 2025년 6월 18일에 원본 문서 (PDF)에서 보존된 문서.
- Galeotti, Mark, "Organised crime and Russian security forces: mafiya, militia and military", Journal of Conflict, Security and Development, issue 1:2, 2001.
- Ivanov, Henry, "Country Briefing: Russia—Austere Deterrence", Jane's Defence Weekly, 2006년 4월 28일
- Lehrke, Jesse Paul (2013). 《The Transition to National Armies in the Former Soviet Republics, 1988-2005》. 라우틀리지. ISBN 978-1-135-10886-1.
- Pynnöniemi, K., "Russia's Defence Reform: Assessing the real 'Serdyukov heritage'" (보관됨 22 9월 2013 - 웨이백 머신), FIIA Briefing Paper 126, 2013년 3월 26일, 핀란드 국제관계 연구소.
- Grisé, Michelle; Cozad, Mark (2025). 《Russia's Military After Ukraine: Potential Pathways for the Postwar Reconstitution of the Russian Armed Forces》 (PDF). 랜드 연구소. ISBN 978-1-9774-1-4151.
- Tian, Nan; Aude; Alexandra; Pieter D.; Siemon T. (2020년 4월 27일). “Trends in World Military Expenditure, 2019” (PDF). 스톡홀름 국제평화연구소. 2020년 1월 8일에 확인함.
- Turbiville, G., "Organized crime and the Russian Armed Forces", Transnational Organized Crime, vol. 1, issue 4, 1995, pp. 55–73. OCLC 4769433034.
- Waters, T., "Crime in the Russian Military", CSRC Paper C90, Camberley: Conflict Studies Research Centre, 1996.
- W. Grau, Lester; K. Bartles, Charles (2016). 《The Russian Way of War - Force Structure, Tactics, and Modernization of the Russian Ground Forces》 (PDF). Foreign Military Studies Office. 2025년 6월 18일에 원본 문서 (PDF)에서 보존된 문서.